# Feuerwehr Frankfurt am Main
Die Branddirektion Frankfurt am Main ist die öffentliche Feuerwehr der Stadt Frankfurt am Main. Sie setzt sich aus einer Berufsfeuerwehr und satzungsgemäß aus 29 Freiwilligen Feuerwehren zusammen.

## Geschichte

### Vom Mittelalter bis zur Gründung der Berufsfeuerwehr
Im Mittelalter gehörte die persönliche Mithilfe bei der Brandbekämpfung zu den wichtigsten Bürgerpflichten. Jeder Bürger erhielt bei der Ableistung seines Bürgereides einen ledernen Feuereimer, den er in seinem Haus jederzeit bereitzuhalten hatte. In den 14 Quartieren der Stadt – zwei in Sachsenhausen, zwölf in der Altstadt und der Neustadt – stand die Bürgerfeuerwehr jeweils unter dem Kommando eines Bürger-Capitains. Bereits im Jahr 1439 hatte der Rat zwei Handfeuerspritzen in Nürnberg bestellt. Im Laufe der Zeit war der Gerätepark immer wieder an den Stand der Technik angepasst worden. In den engen Gassen konnten jedoch nur kleine zweirädrige Handzugspritzen eingesetzt werden. Eine wirksame Brandbekämpfung war damit kaum möglich. Bei den beiden schlimmsten Brandkatastrophen, die Frankfurt betrafen – dem Großen Judenbrand vom 14. Januar 1711 und dem Großen Christenbrand vom 27. Juni 1719 – waren jeweils ganze Stadtviertel mit hunderten von Häusern niedergebrannt. In beiden Fällen hatte nur der rasche Abriss von ganzen Häusern ein Überspringen auf die benachbarten Viertel verhindern können.

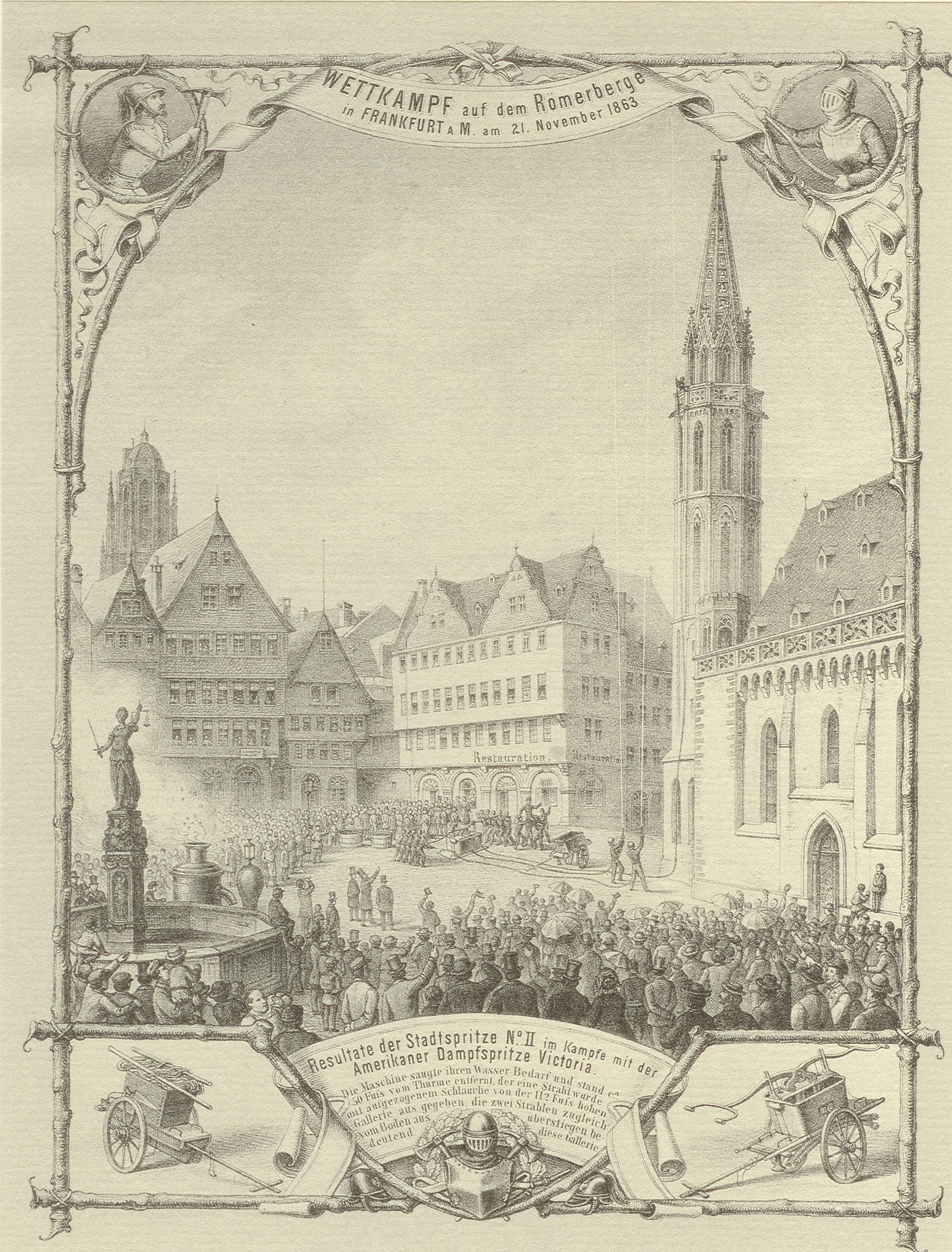
Erprobung der ersten Dampffeuerspritze 1863

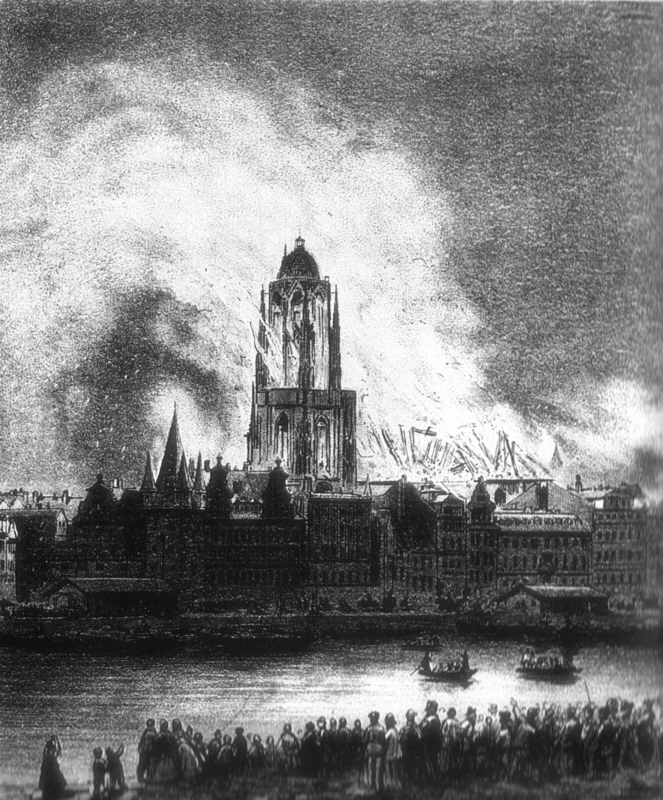
Dombrand am 14. August 1867

Deshalb verlegte man sich nach 1720 auf den vorbeugenden Brandschutz, um die Stadt künftig vor derartigen Feuersbrünsten zu bewahren. Die städtischen Bauvorschriften wurden drastisch verschärft. In den Jahren 1740 bis 1800 wurden etwa 3000 Häuser um- oder neugebaut, um den Brandschutz zu verbessern. Zu den wichtigsten Maßnahmen zählten:
- die Errichtung wirksamer Brandmauern,
- die Vorschrift, zumindest die Untergeschosse aller Häuser in Stein auszuführen
- und die Begrenzung der Überhänge. Jedes Haus durfte nur noch einen Überhang von maximal eineinhalb Schuh Tiefe haben.

Die Bürgerfeuerwehr wurde ergänzt durch ein militärisches Löschbataillon aus 18 Kompanien. In dieser Form blieb sie bis zum Ende der Freien Stadt Frankfurt im Jahr 1866 bestehen. Etwa 3.000 von damals rund 70.000 Einwohnern waren in dieser Feuerwehr organisiert. Die Freiwillige Feuerwehr Höchst wurde 1852 gegründet und ist damit eine der ältesten Freiwilligen Feuerwehren Deutschlands. Das Feuerwehrhaus befindet sich jetzt in der Palleskestraße 36, Schießplatz.
Im Jahr 1863 wurde die erste Dampffeuerspritze in Frankfurt erprobt, eine Konstruktion der amerikanischen Firma W. Lee & Co. Bei einem Wettspritzen auf dem Römerberg wurde sie am 21. November 1863 gegen die handbediente Stadtfeuerspritze Nr. 2 der Firma Metz eingesetzt. Die von acht Männern bediente Handspritze zeigte sich der Dampfspritze überlegen. Zwar förderte diese mehr Wasser als die Handspritze, benötigte jedoch 10 Minuten Anheizzeit bis zur Einsatzbereitschaft. Die Stadt nahm daraufhin von der Beschaffung Abstand.
Das Wachstum der Stadt und der Fortschritt der Technik erforderten allerdings bald eine andere Organisationsform. Das zeigte sich besonders beim Brand des Domes am 14. August 1867. In einer Bierwirtschaft in der Fahrgasse, direkt hinter dem Dom, war nachts gegen 1:30 Uhr Feuer ausgebrochen. Der Feuerwehr gelang es nicht, das Übergreifen des Brandes, der durch starken Ostwind und Funkenflug angefacht wurde, auf den Dom zu verhindern. Bis zum Morgen war die mittelalterliche Wahl- und Krönungskirche der römisch-deutschen Kaiser völlig ausgebrannt.
Das Unglück führte jedoch indirekt auch zur Reform des veralteten Frankfurter Feuerwehrwesens. Im Jahr 1869 wurde der Kreisfeuerwehrverband der Freiwilligen Feuerwehren in Frankfurt gegründet, im Jahr 1874 die Frankfurter Berufsfeuerwehr.

### Die Frankfurter Feuerwehr seit Bestehen der Berufsfeuerwehr
Auch die Berufsfeuerwehr war zunächst noch mit Handdruckspritzen ausgestattet. Erst 1887 beschaffte man die erste Dampfspritze der Londoner Firma Merryweather & Sons. Etwa um das Jahr 1890 wurde die im Frankfurter Stadtteil Seckbach beheimatete Firma J. S. Fries Sohn zu einem führenden Unternehmen der Feuerwehrgerätetechnik. Dampfspritzen und pneumatische Leitern wurden hier gefertigt und in alle Länder Europas exportiert.

#### 1874–1882, unter der Leitung von August Aßmann
August Aßmann leitete die Berufsfeuerwehr Frankfurt am Main bis zu seiner Amtsenthebung im Jahr 1882. Bekannt wurde Aßmann vor allem durch die von ihm erfundene Aßmannsche Patentleiter, deren Einsatz einen folgenschweren Unfall mit zwei schwerverletzten Feuerwehrleuten nach sich zog.

#### 1890–1906, unter der Leitung von Richard Schapler
Richard Schapler zeigte sich ebenfalls erfinderisch. Die von ihm erfundene pneumatische-Leiter ermöglichte einen deutlichen Zeitgewinn gegenüber den bis dahin noch per Seilwinde mit der Hand ausgefahren Leitern. Die Schapler-Leiter wurde unter anderem von den Feuerwehren in Berlin, Stockholm und Wien eingesetzt.
Ihr Erfinder hatte im Amt weniger Erfolg. Aus verschiedenen Gründen wurden gegen Schapler Disziplinarverfahren eingeleitet. Am 2. März 1906 wurde er schließlich wie sein Vorgänger Aßmann aus dem Dienst entlassen. Auch mit seiner eigenen Firma in Langen scheitere er und musste 1920 den Offenbarungseid leisten.

#### 1906–1931, unter der Leitung von Johannes Schänker

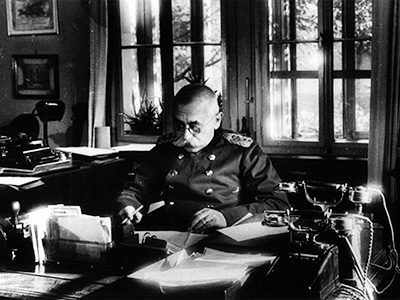
Johannes Schänker in seinem Büro in der Burgstraße

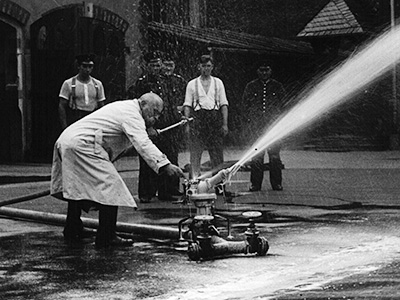
Frühe Versuche mit einem Werfer

Schaplers Nachfolger als Feuerwehrchef, Johannes Schänker (1866–1950), steht im Ruf der innovativste aller Frankfurter Branddirektoren zu sein. In seiner 25-jährigen Amtszeit führte er eine Reihe von Erfindungen in die Brandbekämpfung ein. Unter Schänker wurde die Frankfurter Berufsfeuerwehr bereits 1914 als erste in Deutschland voll motorisiert. Viele der eingesetzten Fahrzeuge wurden damals von den Adlerwerken im Gallus gebaut.
Die wohl herausragendste Erfindung Schänkers ist sicherlich die Feuerlöschkreiselpumpe, die vom Fahrzeugmotor aus betrieben wurde. Bis dahin waren Dampfspritzen verwendet worden, deren Kolbenpumpen ständig für Druckstöße sorgten und dadurch die empfindlichen Hanfschläuche zerstörten. Schänker führte auch die Motorisierung der Feuerwehrfahrzeuge mit Benzinmotoren ein. Nicht wenige der deutschen Branddirektoren hielten es damals für einen Irrsinn, mit Benzin im Tank an eine Brandstelle zu fahren. Schänker erfand auch eine Art frühen Feuerlöscher und experimentierte bereits mit den heute gängigen Löschmitteln Pulver, Schaum und Kohlendioxid zur Brandbekämpfung.
Auf Schänkers Initiative wurde im Jahr 1911 die Freie Arzt- und Medizinkasse als Krankenversicherung für die Angehörigen der Berufsfeuerwehr gegründet. Die Krankenkasse ist mittlerweile bundesweit tätig und steht auch Polizei- und Justizbeamten offen.
Aufgrund seiner Verdienste um das Gemeinwohl sollte 2014 eine Frankfurter Straße zu Ehren des Brandschutzpioniers benannt werden. Die Namensgebung scheiterte jedoch am Widerstand der Grünen. Schänker war drei Jahre nach seiner Pensionierung in die NSDAP eingetreten, im Zuge der Entnazifizierung aber nur als Mitläufer eingestuft worden.

#### 1931–1955, unter der Leitung von Franz Lomb
Im Jahr 1931 übernahm Franz Lomb die Leitung der Frankfurter Feuerwehr. Er verblieb auch nach der Machtübernahme der NSDAP 1933 und dem damit verbundenen Umbau der Feuerwehr zur Feuerschutzpolizei und der Kapitulation der Deutschen Wehrmacht 1945 im Amt. Lomb leitete die Frankfurter Feuerwehr in der einsatztaktisch anspruchsvollsten und von zahlreichen politischen Umbrüchen geprägten Periode ihres Bestehens.
Wie in vielen anderen Städten wurde auch in Frankfurt am Main bei den Novemberpogromen (Reichskristallnacht) am 9. November 1938 und in den Tagen danach Feuer an die Synagogen gelegt. Die Feuerwehr rückte bei jedem Brand aus, hatte jedoch laut Einsatzbefehl nur das Übergreifen des Feuers auf die benachbarten Häuser zu verhindern. Während die Hauptsynagoge, die Börneplatzsynagoge und die Synagoge am Friedberger Platz vollkommen ausbrannten, blieb die Westendsynagoge trotz schwerer Brandschäden erhalten.
Gegen die mitunter gezielt verursachten Feuer im Zuge der Luftangriffe des Zweiten Weltkrieges konnte die Feuerwehr trotz der ab 1942 überall in der Stadt angelegten Löschwasserbecken wenig ausrichten. Insbesondere der am 22. März 1944 ausgelöste Feuersturm veränderte das Stadtbild für immer. Bei acht schweren Luftangriffen im Oktober 1943 sowie im März und September 1944 wurden die gesamte Altstadt und große Teile der übrigen Stadtviertel zerstört. Von mehreren Tausend Fachwerkhäusern in der Stadt überstand allein das Haus Wertheym am Fahrtor den Krieg. Es war von der Feuerwehr bei jedem Luftalarm vorsorglich unter Wasser gesetzt worden, um den Fluchtweg aus der Altstadt zum Main offen zu halten. Über 5000 Bewohner der Stadt, darunter auch Kriegsgefangene, verloren ihr Leben. Blindgänger der Bombardements, darunter zahlreiche Brandbomben, beschäftigen die Frankfurter Feuerwehr bis in Gegenwart.

#### 1966–1989, unter der Leitung von Ernst Achilles
Nach dem Zweiten Weltkrieg nahm die Frankfurter Feuerwehr vor allem unter der Führung des über die deutschen Grenzen hinaus bekannten Experten Ernst Achilles einen großen Aufschwung. Er war ab 1963 Brandrat in Frankfurt am Main. Von 1966 bis 1989 war er Leiter der Feuerwehr und stellte auch danach seine Erfahrung bis zu seinem Tod 1999 zur Verfügung. Besonders die Sicherheit von Hochhäusern, wie sie seit Ende der 1960er-Jahre zunehmend in Frankfurt entstanden, stellte eine neue Herausforderung für den Brandschutz dar.
Am 23. August 1973, eine Woche vor dem geplanten Richtfest, brach ein Brand im Rohbau des Selmi-Hochhauses aus. Im 40. und 41. Stockwerk standen große Mengen Baumaterial in Flammen und ließen einen glühenden Funkenregen auf die gesamte Umgebung niedergehen. Die Feuerwehr hatte große Mühe, den Brand unter Kontrolle zu bringen, da die Steigleitungen des Rohbaus noch nicht in Betrieb waren. Der Brand hatte eine Verschärfung der Bauvorschriften für Hochhäuser zur Folge.

#### 1989–1993, unter der Leitung von Günther Burbaum
Der bis dato stellvertretende Amtsleiter Günther Burbaum folgte Ernst Achilles nach dessen Pensionierung in der Stelle des Direktors der Branddirektion Frankfurt am Main bis zu seinem Eintritt in den Ruhestand 1993.

#### 1993–2018, unter der Leitung von Reinhard Ries
Im Jahr 1993 übernahm Reinhard Ries die Leitung der Frankfurter Feuerwehr. Der studierte Architekt war von der Berufsfeuerwehr München nach Frankfurt gewechselt. Zunächst fühlte sich Ries noch vom internationalen Ruf seines Vorgängers Achilles unter Druck gesetzt. Er bemerkte aber nach eigenen Aussagen schnell, dass im Amt erhebliche Mängel bestünden, die es aufzuarbeiten galt. Aufgrund der zahlreichen Auslandsreisen Achilles seien im eigenen Amt zahlreiche Aufgaben unbearbeitet geblieben.
Zu Beginn seiner Amtszeit schickte sich Ries an, in die erfinderischen Fußstapfen seiner Vorgänger zu treten. So genannte Sprengschläuche sollten die Waldbrandbekämpfung revolutionieren. Die in Frankfurt gegründeten Euro-Firefighter sollten als „Elitegruppe“ weltweit zum Einsatz kommen, das ebenfalls in Frankfurt angesiedelte Waldbrandkompetenzzentrum sollte auf internationaler Ebene beratend tätig werden. All diesen Initiativen war nur bescheidener Erfolg gegönnt, so dass diese Bestrebungen inzwischen eingestellt wurden.
Mit dem Brandschutz-, Rettungsdienst- und Katastrophenschutzzentrum fügte Ries 2003 bislang dezentral über das Stadtgebiet verteilte Abteilungen wie vorbeugendem Brandschutz, Werkstatt und Ausbildungsabteilung am zentralen Standort Feuerwehrstraße zusammen. Auch die folgenden Jahre sollten von reger Bautätigkeit geprägt sein.
Im Jahr 2006 strukturierte er das Amt mit dem so genannten Staffelkonzept einsatztaktisch um. Seitdem gibt es unter anderem sogenannte A-, B-, C- und D-Dienste, welche die Technischen Einsatzleiter sowie die Zugführer und Gruppenführer ersetzen.
Im Zuge dieser Umstrukturierung sollten insgesamt zwölf Wachen im gesamten Stadtgebiet entstehen, um die gesetzliche Hilfsfrist garantieren zu können; mit Inbetriebnahme der Bereichswache 30 in Sossenheim im November 2011 wurde dieses Ziel erreicht. Zusätzlich wurden sechs Abteilungen geschaffen denen zwei Direktionsbereichsleiter vorstehen. Aktuell bestehen zwölf ständig besetzte Feuerwachen der Berufsfeuerwehr, die meist kleiner sind als bisher. Das Stadtgebiet wurde in vier Bereiche mit jeweils einer großen Bereichsleitungswache und je zwei kleinere Bereichswachen aufgeteilt. Für diese Bereiche ist je ein C-Dienst zuständig, dem bei Bedarf oder falls mehr als ein C-Dienst zum Einsatz kommt, ein B- und je nach Einsatzlage diesem auch der A-Dienst übergeordnet werden kann. Zusätzlich wurden neue taktische Vorgehensweisen eingeführt, sogenannte Standard-Einsatz-Regeln, die eine reibungslose Zusammenarbeit mehrerer Einheiten ermöglichen sollen.
In den Jahren 2015 und 2016 sah sich die Stadt Frankfurt am Main mit den Auswirkungen der so genannten Flüchtlingskrise konfrontiert. Die Feuerwehr Frankfurt übernahm hier unter Ries Leitung wesentliche Aufgaben zur Bewältigung der Lage „Massenmigration“, wie dem Transport und der Versorgung mit Nahrungsmitteln, sowie dem Umbau von Sporthallen zu Unterkünften. Der stellvertretende Leiter der Feuerwehr wurde in eine eigens geschaffene Stabsstelle Flüchtlingsmanagement abgeordnet.
Im Jahr 2017 wurden beschlossen die neu geschaffenen dreizehn Teilbereichs- und acht Bereichsleiter und stellv. Bereichsleiterstellen wieder durch die vor Einführung des Staffelkonzeptes üblichen einzelnen Wachvorsteher zu ersetzen.

#### 2018–2024, unter der Leitung von Karl-Heinz Frank
Im Jahr 2021 gab es eine Umstrukturierung, wobei eine Aufteilung in „Leitungstab Zentrale Verwaltung“, „Exekutiver Schutz und Rettung“ und „Zentrale Dienste“ erfolgte.

## Organisation
Dem Amtsleiter der Feuerwehr Frankfurt, korrekt: Direktor der Branddirektion Frankfurt am Main, unterstehen die zwei Direktionsbereiche Gefahrenabwehr und Infrastruktur. Diese gliedern sich in jeweils drei Abteilungen auf. Die Stabsstelle Presse- und Öffentlichkeitsarbeit untersteht dem Amtsleiter direkt.

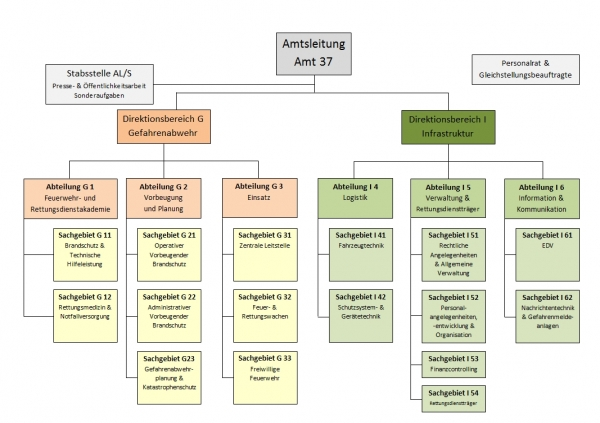
Organigramm

### Direktionsbereich Gefahrenabwehr
Der Direktionsbereich „Gefahrenabwehr“ setzt sich aus den Einsatzabteilungen der Berufs- und Freiwilligen Feuerwehr, der Ausbildungsabteilung und dem Vorbeugenden Brandschutz zusammen.

#### Abteilung G1: Feuerwehr- und Rettungsdienstakademie / Sportzentrum
Die Ausbildungsabteilung ist für die Aus- und Fortbildung der haupt- und ehrenamtlichen Mitarbeiterinnen und Mitarbeiter der Branddirektion verantwortlich. Sie gliedert sich in die Bereiche Brandschutz und Technische Hilfeleistung, Rettungsdienstschule, Sportzentrum und Fahrschule. Die Abteilung befindet sich im neu gebauten Feuerwehr- und Rettungstrainingszentrum (kurz: FRTC) und ist im Brandschutzzentrum in Eckenheim angesiedelt. Die Einweihung erfolgte am 15. Juni 2013. Offiziell beliefen sich die Baukosten auf 25,2 Millionen Euro.
Zum FRTC gehören unter anderem ein Lehrsaalgebäude mit einer angeschlossenen rund 1.000 Quadratmeter großen Übungshalle, in der Nachbauten verschiedener Gebäude untergebracht wurden. Dazu gehören Wohn- und Geschäftshäuser ebenso wie ein Lagergebäude und ein Straßenzug mit Gleiskörper und Oberleitung. Auf den Gleiskörper kommt ein neuer U-Bahn-Triebwagen vom Typ „U5“ der VGF zum Einsatz, der wegen Hochwasserschäden ausgemustert werden musste. Die Gleisanlagen sind mit einer nachgebauten U-Bahn-Station verbunden, in der Verkehrsunfälle, Brände und Personenrettungen in beengtem Umfeld simuliert werden können. Ergänzt wird die Anlage durch eine schiefe Ebene, einen Übungskran und eine Baumbiegesimulationsanlage.
Im Untergeschoss des Akademie- und Verwaltungsgebäudes ist das Backup-Rechenzentrum der Stadt Frankfurt untergebracht.
Zur Gesamtanlage gehört eine 450 Quadratmeter große Brandhalle, in der kontrollierte Realbrände durchgeführt werden können.
Das Sportzentrum Feuerwehr Frankfurt betreibt am Standort eine Sporthalle, einen Kleinfeld-Fußballplatz sowie einen Kraft- und einen Fitnessraum.
Die Trainings- und Übungsanlagen stehen für die Aus- und Fortbildung der Berufs- und der Freiwilligen Feuerwehr sowie der am Katastrophenschutz beteiligten Hilfsorganisationen zur Verfügung.

##### Fachbereich Brandschutz und Technische Hilfeleistung / Fahrschule
Dem Fachbereich Brandschutz obliegt die feuerwehrtechnische Ausbildung bis zur Ebene Truppführer sowie die Durchführung der jährlichen Atemschutzübungen, weiterführende Ausbildungen und Führungslehrgänge werden an der Landesfeuerwehrschule in Kassel durchgeführt.

##### Fachbereich Rettungsdienstschule / Frankfurter Institut für Rettungsdienst und Notfallmedizin
Die Rettungsdienstschule der Feuerwehr Frankfurt am Main bildet unter anderem Rettungssanitäter, Notfallsanitäter und Desinfektoren aus. Darüber hinaus ist sie für die gesetzlich vorgeschriebene Fort- und Weiterbildung der im Rettungsdienst tätigen Beamten verantwortlich. Die Schule führt die regelmäßige Ersthelferausbildung aller städtischen Mitarbeiter durch.

##### Fachbereich Sport- und Gesundheit – Sportzentrum
Das Sportzentrum organisiert den Sportbetrieb innerhalb der Feuerwehr Frankfurt am Main. Insbesondere die Organisation des Dienstsportes von Feuerwachen, Ausbildungsabteilung und Fachabteilungen, die Aufrechterhaltung und der Ausbau der sportlichen Infrastruktur, die Aus- und Weiterbildung der im Sportbetrieb tätigen Mitarbeiter, die Unterstützung des Betriebssportes, die Beratung von Vorgesetzten und Mitarbeitern, insbesondere durch die Ausarbeitung spezieller Trainingsprogramme, sowie die Betreuung der Sportfördergruppen und der Durchführung regionaler und überregionaler Feuerwehrsportveranstaltungen.

###### Sportliche Infrastruktur
Die Feuerwehr Frankfurt am Main verfügt über eine eigene Sporthalle und ein Kleinsportfeld im Feuerwehrtrainingszentrum, darüber hinaus über eine kleine Turnhalle in der Feuerwache Gallus. Jede Feuerwache verfügt über einen standardisiert ausgestatteten Fitnessraum und beim DOSB als Sportübungsleiter lizenzierte Mitarbeiter.

###### Dienstsport
Die Branddirektion Frankfurt am Main ist Mitglied der Deutschen Feuerwehrsportföderation und stellt Sportstätten und Material für die folgenden dort organisierten Sportarten:
- Mannschaftssportarten: Fußball, Futsal, Volleyball, Hockey, Badminton, Tischtennis,
- Individualsportarten: Leichtathletik und Ausdauertraining,
- Zusätzlich: Kraft-, Fitness- und Rückentraining.

Jeder Berufsfeuerwehrmann muss Rettungsschwimmer sein, daher gehörte bis zum Jahr 2009 auch regelmäßiges Rettungsschwimmen zum Dienstsport, um den in der Ausbildung erlangten Kenntnis- und Leistungsstand aufrechterhalten zu können. Der Schwimmsport wurde eingestellt, um die von der Amtsleitung angestrebte Hilfsfrist von fünf Minuten stadtübergreifend sicherstellen zu können. Im Jahr 2011 wurde aus dem gleichen Grund die Freistellung sporttreibender Einheiten von Bagatelleinsätzen wie brennenden Mülleimern etc. eingestellt.
Alle Wacheinheiten müssen unmittelbar ohne Verzögerung aus dem Dienstsport heraus alarmierbar und einsatzbereit sein. Die Mitarbeiter der Fachabteilungen versehen ihren Dienstsport im Rahmen eines vom Sportzentrum organisierten Kursprogramms.

###### Sportförderung
Die Sportfördergruppen der Feuerwehr Frankfurt nahmen bis zum Jahr 2017 an regionalen und überregionalen Feuerwehrsportwettkämpfen teil. Die Feuerwehr Frankfurt unterhielt Neigungsgruppen in den Sportarten:
- Fußball,
- Volleyball,
- Leichtathletik und Triathlon,
- Rettungsschwimmen und Feuerwehrsport.

##### Externe U-Bahn- und Straßenbahn-Übungsobjekte

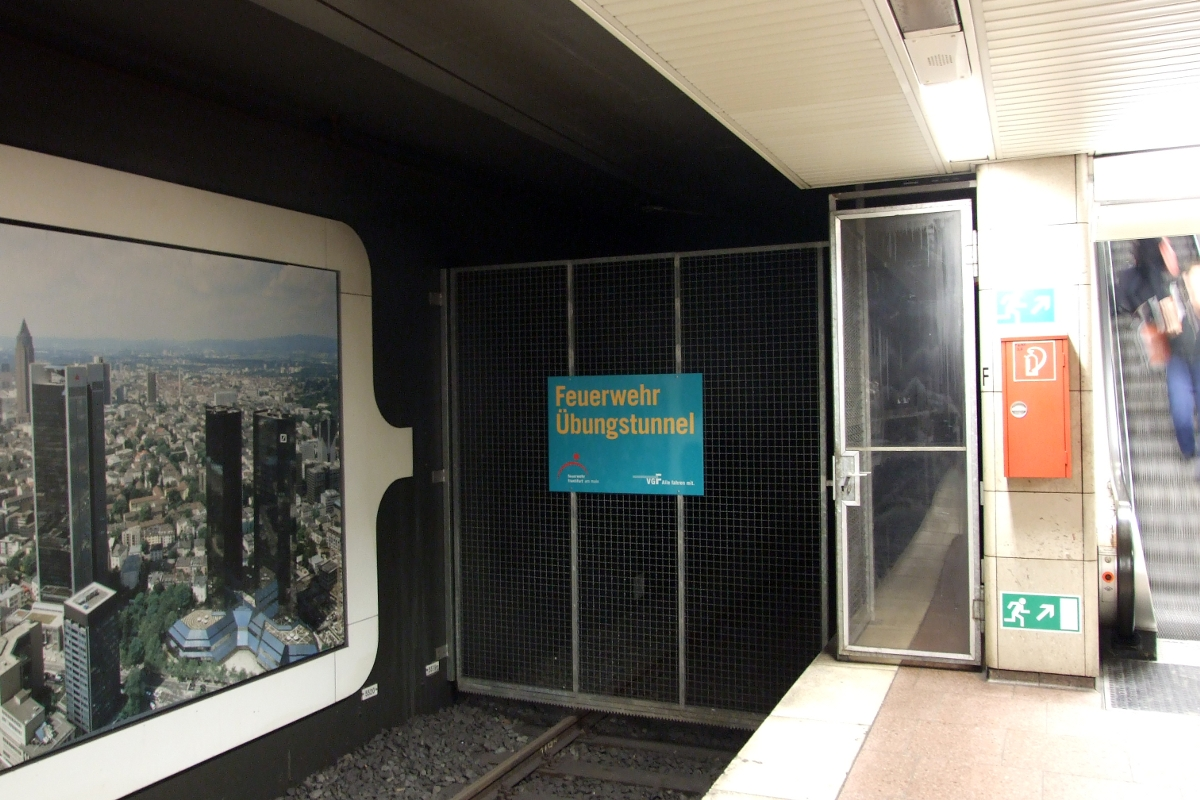
Für Feuerwehrübungen genutzter Tunnelstutzen, in dem der Pt-Wagen 663 abgestellt ist

Die Verkehrsgesellschaft Frankfurt stellt der Feuerwehr ausgemusterte Schienenfahrzeuge als Übungsobjekte zur Verfügung. Im Brandschutz-, Katastrophenschutz- und Rettungsdienstzentrum steht seit 2004 ein verunfallter Straßenbahnwagen der Baureihe N auf einem eigens dafür errichteten kurzen Gleisstück. Im März 2009 wurde der Feuerwehr ein ausgemusterter Pt-Wagen übergeben. Dieser Stadtbahnwagen steht in einem ungenutzten Tunnelstutzen im U-Bahnhof Hauptbahnhof und dient als Übungsobjekt für Tunnelübungen.

#### Abteilung G3: Einsatz

##### Berufsfeuerwehr
Die Berufsfeuerwehr betreibt zurzeit vier große Bereichsleitungswachen, denen jeweils zwei Bereichswachen unterstellt sind. Auch ein großer Teil der Rettungsdiensteinsätze werden von der Berufsfeuerwehr übernommen. Es werden etwa 940 Beamte beschäftigt.
Das Gros der Einsatzdienstbeamten der Berufsfeuerwehr versieht seinen Dienst im regulären Schichtrhythmus auf den Feuerwachen. Seit dem 1. Januar 2017 wird dieser von drei Wachabteilungen versehen, die sich in einem unregelmäßigen 24-Stunden-Wechseldienst ablösen. Beamte, die in erster Linie Funktionen außerhalb des Einsatzdienstes versehen, wie etwa in der Ausbildung oder dem Vorbeugenden Baulichen Brandschutz, versehen ebenfalls in regelmäßigen Abständen Einsatzdienst. Dieser so genannte Integrationsdienst findet etwa im dreiwöchigen Rhythmus statt.
Den Dienstsport der Feuerwehr Frankfurt regelt und organisiert das in der Ausbildungsabteilung angesiedelte Sportzentrum. Alle Feuerwachen verfügen über standardisiert ausgestattete Fitnessräume.

###### Feuer- und Rettungswachen

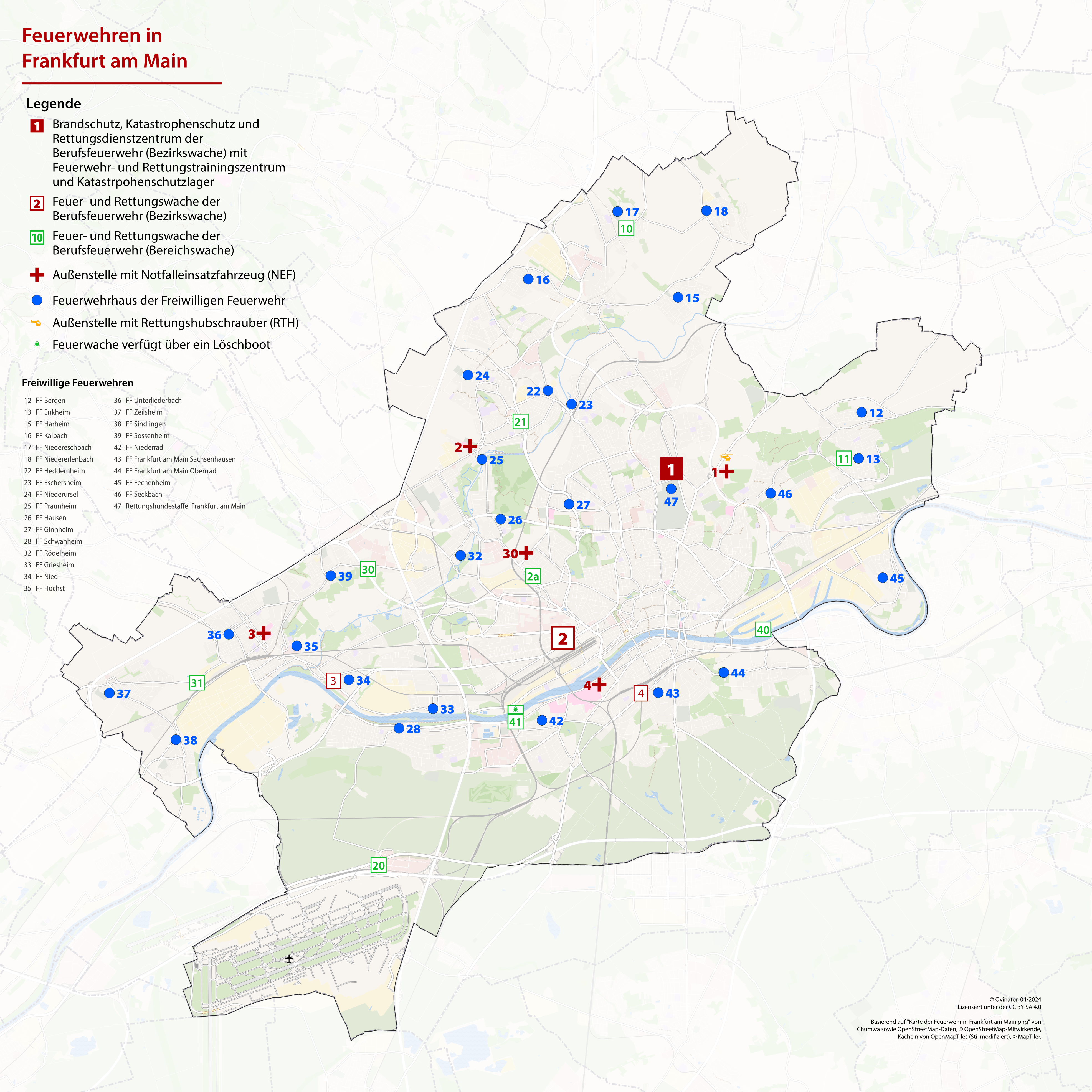
Karte der Feuerwehr in Frankfurt am Main mit Wachen der BF, Feuerwehrhäuser der FF, Außenstellen mit NEF bzw. RTH
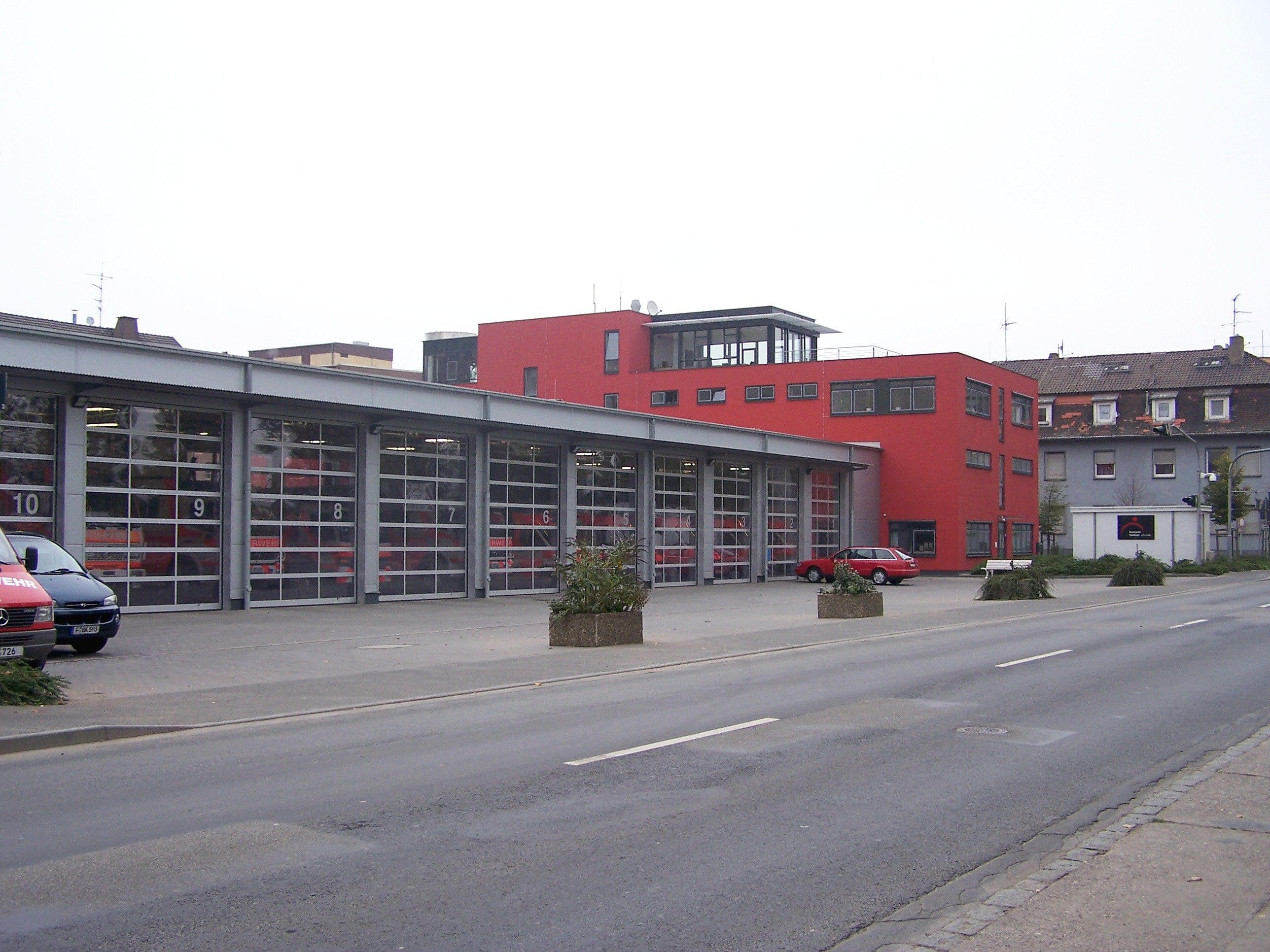
Feuer- und Rettungswache 40
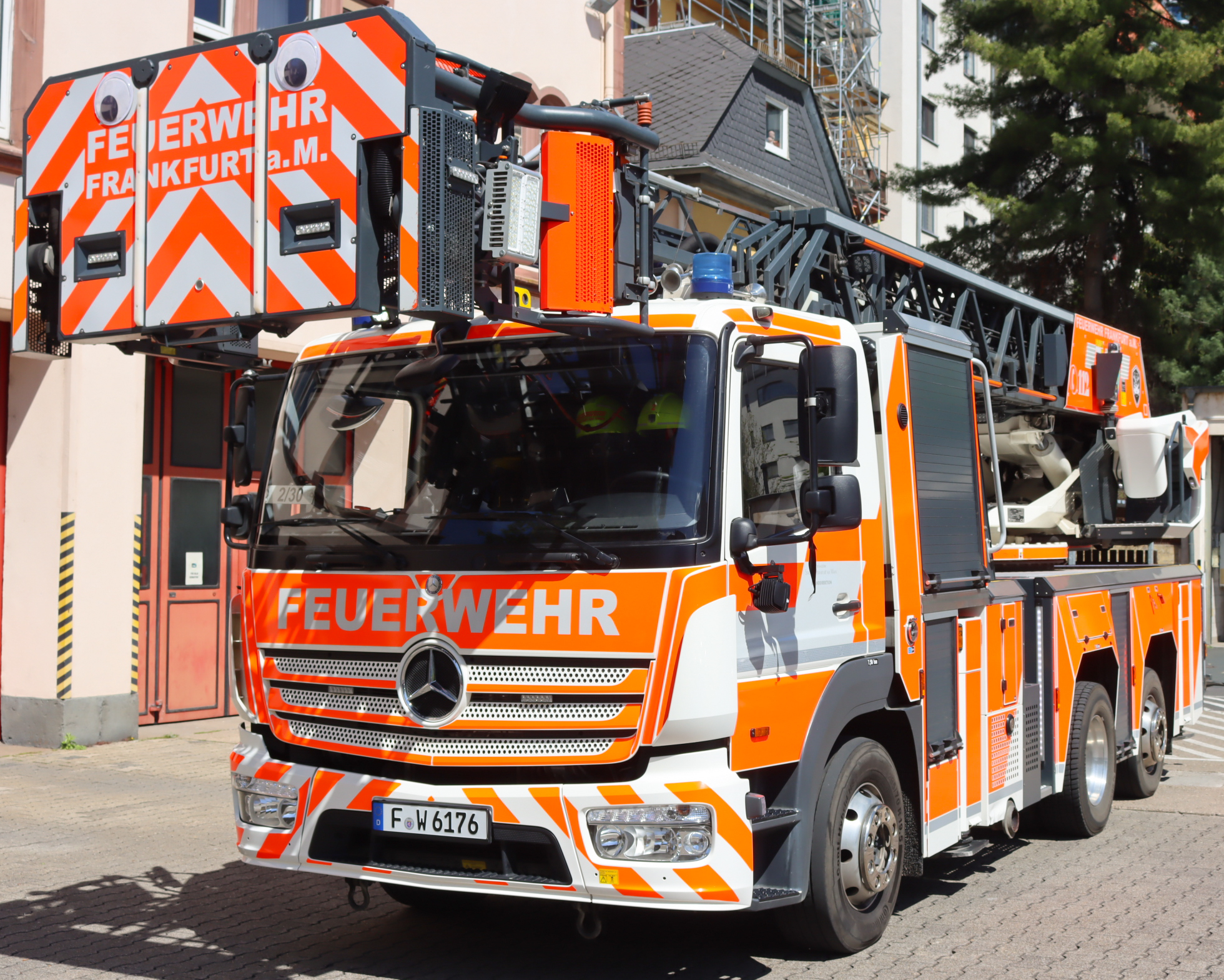
Drehleiter der Feuerwehr Frankfurt am Main

| Bereich 1 | Bereich 1                  | Bereich 1                       | Bereich 1                   | Bereich 1 |
| --- | -------------------------- | ------------------------------- | --------------------------- | --- |
| 1 | Feuerwache 1               | Feuerwehrstraße 1 (im BKRZ)     | Eckenheim                   | HLF 20/16, DLK 23/12, Atemschutz- und Umweltschutzzug, Rüstwagen, Rüstwagen-Schienen, GTLF 5, Radlader, LUF, KdoW (A-Dienst), KdoW (B-Dienst), ELW C-Dienst, WLF, WLF-Kran, 2 AB-Einsatzleitung |
| 10 | Feuerwache 10              | Deuil-La-Barre-Straße 71        | Nieder-Eschbach             | HLF, DLK 23/12, GW-STRSpTr, AC-ErkKw |
| 11 | Feuerwache 11              | Florianweg 9–13                 | Enkheim                     | HLF, GW-Lüfter, LUF |
| |                            |                                 |                             | |
| Bereich 2 |                            |                                 |                             | |
| 2 | Feuerwache 2               | Heinrichstraße 8                | Gallus                      | 2 × HLF, DLK, GW-HÖRG, KdoW (B-Dienst), ELW C-Dienst |
| 20 | Feuerwache 20              | Kapitän-Lehmann-Straße 4        | Gateway Gardens (Flughafen) | HLF, WLF, AB-Stromerzeuger, AB-Verkehrssicherung, AB-Dekon (mit Personalergänzung der FF Praunheim im Rendezvous-System an der Einsatzstelle)                                                   |
| 21 | Feuerwache 21              | Erich-Ollenauer-Ring 2          | Heddernheim                 | HLF, DLK, GTLF 5 |
| |                            |                                 |                             | |
| Bereich 3 |                            |                                 |                             | |
| 3 | Feuerwache 3               | Nieder Kirchweg 26              | Nied                        | HLF, DLK, GTLF 10, ELW C-Dienst, 2 × WLF, Boot, GW-N, GW-L2, AB-TH Bahn, AB-Kran, AB-Unwetter, AB-Mulde, AB-Sonderlöschmittel,                                                                  |
| 30 | Feuerwache 30              | Westerbachstraße 175            | Sossenheim                  | HLF, DLK, Kranwagen, Rüstwagen, WLF (FF 35) mit AB-Schlauch, GW-L1 (FF), |
| 31 | Feuerwache 31              | Pfaffenwiese 318                | Zeilsheim                   | HLF, ELW 2, GW-IuK |
| |                            |                                 |                             | |
| Bereich 4 |                            |                                 |                             | |
| 4 | Feuerwache 4               | Mörfelder Landstraße 126        | Sachsenhausen-Nord          | HLF, DLK, GTLF 10, GW-N, 2× WLF, ELW C-Dienst, AB-SEG, GW-L2, AB-Schaum, AB-Sonderlöschmittel, AB-Versorgung, AB-Sandsackfüllmaschine, AB-G-IBC                                                 |
| 40 | Feuerwache 40 „Hafenwache“ | Franziusstraße 20 (am Osthafen) | Ostend                      | HLF, DLK, GW-Boot, GW-Taucher, |
| 41 | Feuerwache 41              | Schwanheimer Straße 140         | Niederrad                   | HLF, Feuerlöschboot, RSB |
| Das Feuerlöschboot am Main wird von der Bereichswache 41 (bis Anfang 2011 von der Wache 40) betreut und liegt in unmittelbarer Nähe der Wache an einem eigens hierfür gebauten Schwimmanleger. |                            |                                 |                             | |

Bis zum Umzug in das Brandschutz-, Katastrophenschutz- und Rettungsdienstzentrum im Jahr 2003 befand sich die Feuer- und Rettungswache 1 als größte Wache Frankfurts im Ostend in der Hanauer Landstraße nahe dem Ostbahnhof und der damaligen Großmarkthalle – dem heutigen Standort der Europäischen Zentralbank. In der Burgstraße im Nordend gab es eine weitere große Wache – die ehemalige Feuer- und Rettungswache 2. Beide Wachen sind inzwischen abgerissen worden. Durch die Grundstücksverkäufe sollte der Bau neuer Bereichswachen und die damit verbundene Umstrukturierung der Feuerwehr Frankfurt, die seit 2006 im Gange ist, refinanziert werden.
Als Ersatz für die Bereichswache 21 im Nordwestzentrum ist ein Neubau errichtet worden. Der Neubau liegt schräg gegenüber außerhalb des Nordwestzentrums im Bereich zwischen dem Erich-Ollenhauer-Ring und der Rosa-Luxemburg-Straße. Durch die Aufgabe des alten Standorts werden erhebliche Geldmittel durch bisher anfallende Mietkosten im Nordwestzentrum eingespart. Die Inbetriebnahme war Anfang 2017.

###### Sonderdienste
Die Berufsfeuerwehr Frankfurt am Main hält eine Reihe von Sonderdiensten vor. Neben Tauchern, Umweltschutz und Höhenrettern bestehen auch ein so genannter Eingleiszug und ein Technischer Hilfeleistungszug. Darüber hinaus engagierte sich die Frankfurter Feuerwehr viele Jahre in der Tierrettung und Insektenberatung.
Umwelt und Sicherheit
Seit dem Jahr 1962 besteht der Umweltschutzzug der Berufsfeuerwehr. Bis zum Jahr 2003 war dieser auf der Feuer- und Rettungswache 7 (heute Feuer- und Rettungswache 21) stationiert. Seit 2003 ist der Sonderdienst Umwelt und Sicherheit auf der Feuer- und Rettungswache 1 stationiert.
Höhenrettungsgruppe
Seit 1993 besteht eine Höhenrettungsgruppe (HöRG), die besonders für den Einsatz in großen Höhen oder Tiefen ausgebildet und ausgerüstet ist. Neben den üblichen industriellen Rettungsgeräten verfügt sie über spezielle alpinistische Ausrüstung, beispielsweise Kletterseile, Abseilgeräte und Auffanggurte. Die HöRG kommt vor allem an Hochhäusern, Industrieanlagen und Großbaustellen zum Einsatz. Sie ist auf der Bereichsleitungswache 2 im Gallus stationiert und besteht derzeit aus 39 ausgebildeten Höhenrettern. Den wohl merkwürdigsten Einsatz hatte die Truppe am Pfingstsamstag, dem 12. Mai 1997: Beim Frankfurter Stadtgeläute hatte sich eine 1,8 Tonnen schwere Glocke der Paulskirche aus ihrem Joch gelöst und war fünf Meter tief abgestürzt. Die Höhenrettungsgruppe sicherte den beschädigten Glockenstuhl und eine weitere historisch wertvolle Glocke, die sich bei dem Unglück verkeilt hatte.
Wasserrettungszug
Im Zuge der Umstrukturierung der Branddirektion wird der Wasserrettungsdienst der Berufsfeuerwehr seit 2003 nur noch in Springerfunktion besetzt, d. h. wenn die Taucher/Rettungsschwimmer zu einem Brand ausgerückt sind, müssen sie im Falle eines anstehenden Wassernotfalls aus dem aktuellen Einsatz herausgelöst werden.
Neben einem Boots- und einem Voraustaucherwagen verfügt die auf der Bereichswache 40 stationierte Tauchergruppe über eine mobile Taucher-Dekompressionskammer, die bis vor Kurzem neben der Behandlung von Tauchunfällen aufgrund ihrer erweiterten medizinischen Geräteausstattung besonders für die Behandlung von Rauchgasintoxikationen eingesetzt wurde.
Aus Kostengründen wurde die intensivmedizinische Ausstattung der Kammer jedoch nicht erneuert und steht somit für intensivmedizinisch überwachungspflichtige Therapien wie etwa Rauchgasintoxikationen oder Tauchunfälle nicht mehr zur Verfügung.
Durch die Besetzung des Sonderdienstes in Springerfunktion erwies es sich zunehmend schwierig, die gesetzlich vorgeschriebenen Übungsstunden für Feuerwehrtaucher zu erfüllen. Aus diesem Grund hält die Feuerwehr Frankfurt am Main in Zukunft nur noch Feuerwehrtaucher der Stufe II anstatt der bisher bereitgestellten Feuerwehrtaucher der Ausbildungsstufe III vor, da diese weniger Fortbildungs- und Ausbildungsstunden pro Jahr nachweisen müssen. In der Konsequenz wurde das Helmtauchgerät der Feuerwehr Frankfurt außer Dienst gestellt und steht zur Rettung oder Bergung Verunglückter in stark kontaminierten Gewässern, wie etwa Kläranlagen, nicht mehr zur Verfügung.
Feuerlöschboot

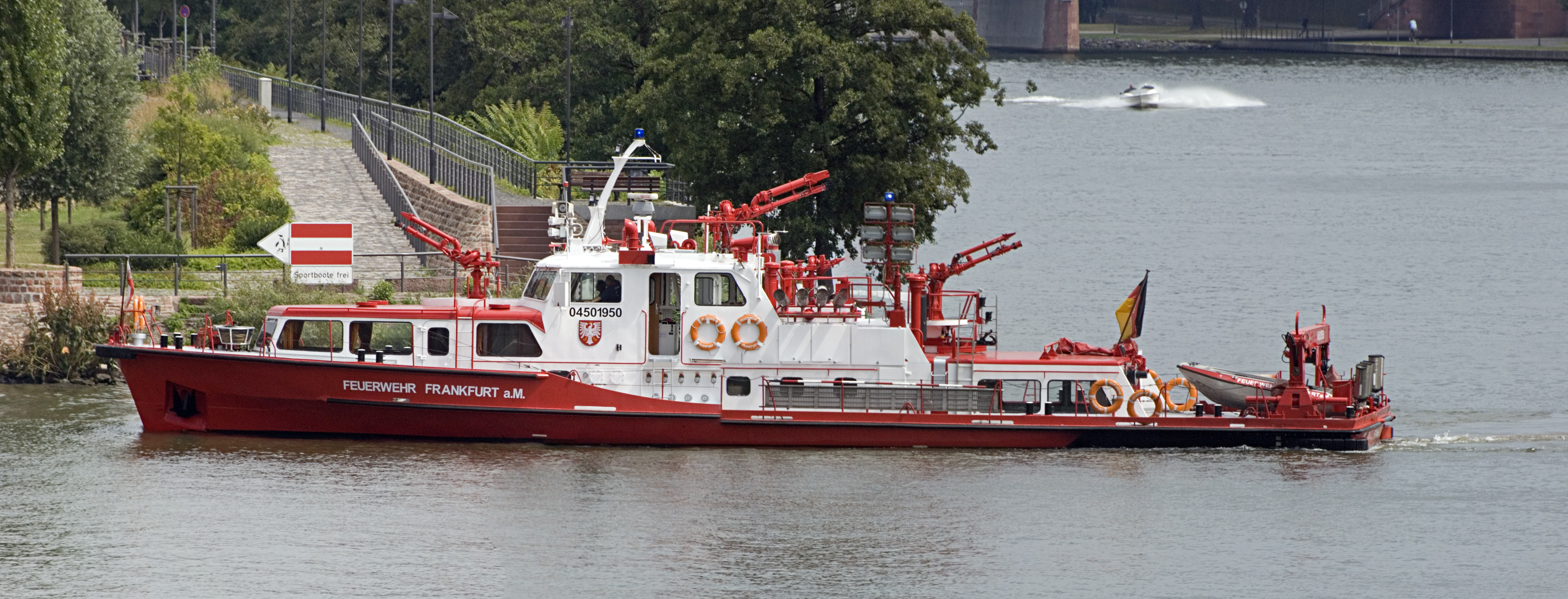
Feuerlöschboot bei einem Einsatz

Seit 1970 verfügt die Berufsfeuerwehr über ein Feuerlöschboot, ergänzt wird dies durch ein Rettungsschnellboot. Während die Aufgaben des Feuerlöschbootes eher im Bereich des Brand- und Umweltschutzes liegen, dient das Rettungsschnellboot primär der Rettung im Main ertrinkender Personen. Das Schiff ist auf den Namen Frankfurt a. M. getauft.
Das Feuerlöschboot hatte bis 2011 seinen Liegeplatz im Osthafen. Inzwischen wird es von den Beamten der am Schwanheimer Ufer neu errichteten Bereichswache 41 besetzt. Diese erreichen das an einem Ponton stationierte Boot über einen über die dort befindlichen Gärten gebauten Steg. Dieser, wie auch die zugehörige Besucherplattform, sind der Öffentlichkeit frei zugänglich.
Rüstwagen-Schiene

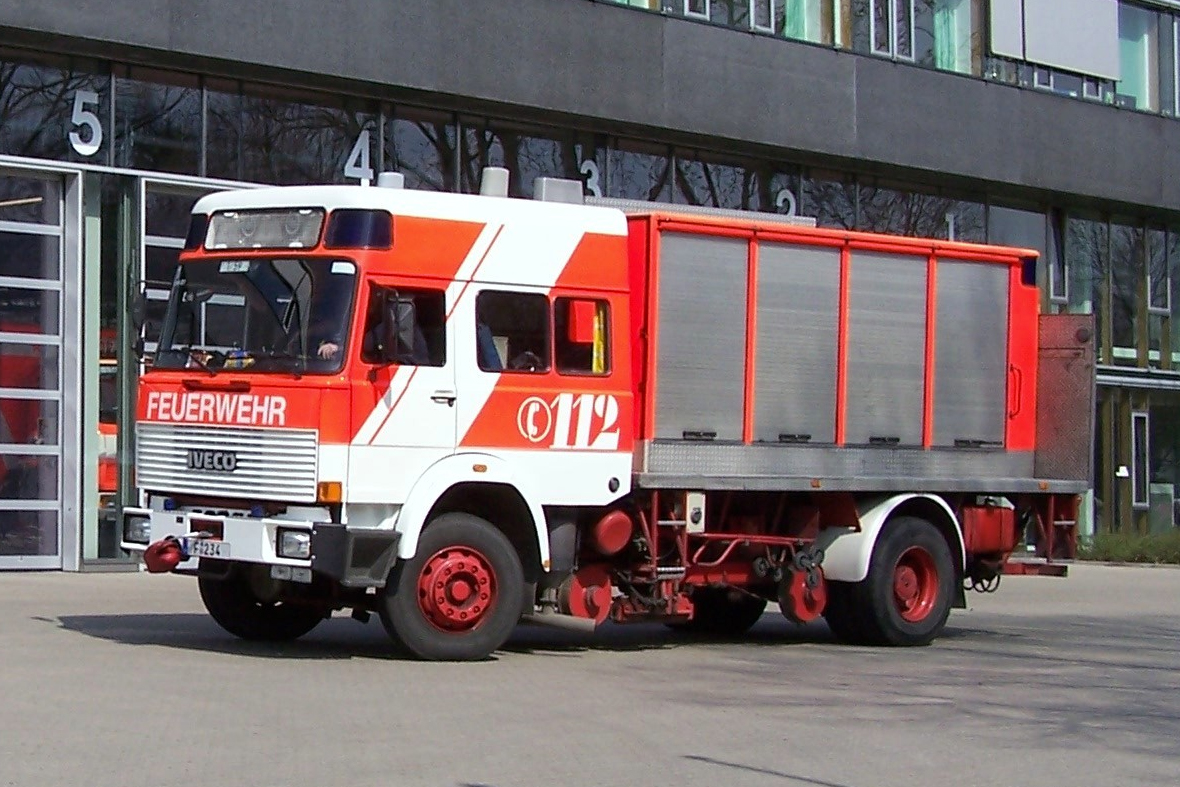
Rüstwagen-Schiene der 2. Generation

In Frankfurt gibt es seit den 1970er-Jahren jeweils zwei „Rüstwagen-Schiene“, die als Zweiwegefahrzeug sowohl schienen- als auch straßentauglich sind. Sie können auf den Gleisen der Frankfurter Straßenbahn und U-Bahn eingesetzt werden und sind dadurch auch für Einsätze auf Strecken und in Tunneln geeignet. Die Fahrzeuge lassen sich kuppeln und sind in Kombination somit auch im Zweirichtungsbetrieb nutzbar.
Die Fahrzeuge verfügen über eine Ausrüstung zur Rettung, Brandbekämpfung und technischen Hilfeleistung. Außerdem existiert eine zusätzliche Ausstattung zur Eingleisung von entgleisten Schienenfahrzeugen. Die Ausrüstung beider Fahrzeuge ist teilweise unterschiedlich.
Das straßen- und schienentaugliche Feuerwehrfahrzeug wurde 1970 von Magirus-Deutz auf den Markt gebracht und war damals eine Weltneuheit. Die Frankfurter Feuerwehr gehörte zu den ersten Kunden, die ein solches Fahrzeug von den Frankfurter Verkehrsbetrieben mitfinanziert anschafften. Die zweite Generation wurde 1986 in Dienst gestellt, im Jahr 2012 wurden beide Fahrzeuge durch neue ersetzt. Ein Fahrzeug der ersten Generation war nach seiner Außerdienststellung im Museumsdepot des Deutschen Feuerwehr-Museums in Fulda abgestellt, wurde aber im Jahr 2009 ins Museum der Feuerwehr Frankfurt am Main zurück überführt. Dort befindet sich ebenfalls ein Exemplar der zweiten Generation, das zweite Fahrzeug der zweiten Generation wurde dem Verkehrsmuseum Frankfurt am Main übergeben und ist dort ausgestellt.

###### Rettungsdienst

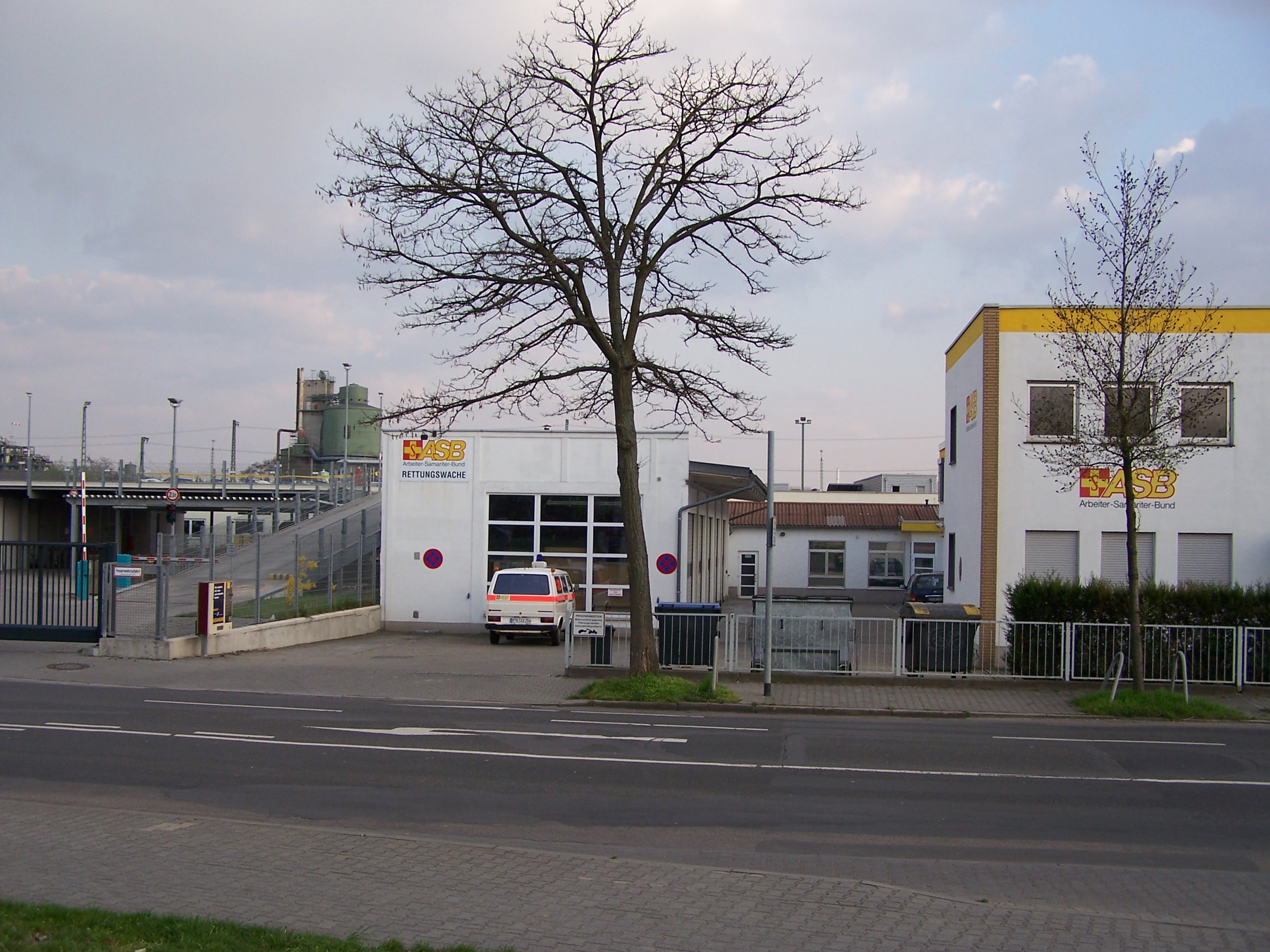
ASB-Rettungswache Silostraße

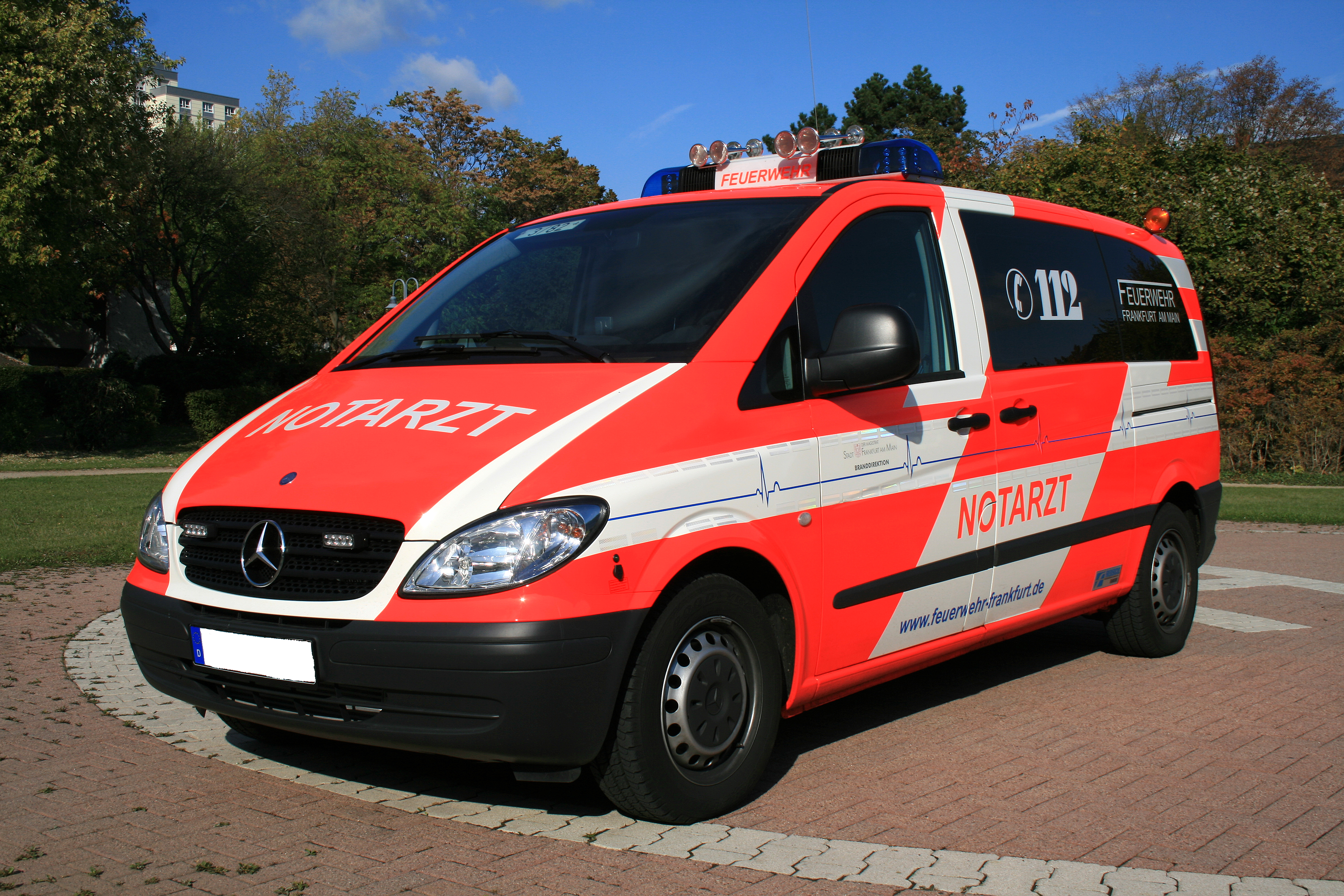
Notarzteinsatzfahrzeug 3/82 der Berufsfeuerwehr; stationiert am Klinikum Frankfurt Höchst

Seit 1899 beteiligt sich die Frankfurter Berufsfeuerwehr am Rettungsdienst der Stadt. Zunächst arbeitete sie mit der Frankfurter Freiwilligen Rettungsgesellschaft und dem Frankfurter Samariter-Verein zusammen. 1965 kam ein Notarztdienst hinzu, der neben den zwei Rettungssanitätern der Frankfurter Feuerwehr noch über einen Krankenhausarzt der Berufsgenossenschaftlichen Unfallklinik (BGU) verfügte. Ein zweiter Notarztwagen folgte 1967 an der Universitätsklinik Frankfurt, ein dritter 1968 an den Städtischen Kliniken Frankfurt-Höchst. Der vierte Notarztwagen folgte in den 1990er-Jahren am Krankenhaus Nordwest.
Zeitgleich wurde ein Intensiv-Verlegungs-Notarztwagen (INVER-NAW) eingeführt, da aufgrund erhöhter Verlegungen intensiv-pflichtiger Patienten von Klinik zu Klinik der Bedarf für ein solches Fahrzeug gegeben war und seitdem im gesamten Rhein-Main-Gebiet eingesetzt wird. Der Intensiv-Verlegungs-Notarztwagen wurde zuerst ebenfalls im Nord-West-Krankenhaus und später dann am Hospital zum heiligen Geist stationiert. Mittlerweile steht dieses Fahrzeug jedoch auf der Bereichsleitungswache 3 in Frankfurt-Nied; ärztlich wird es vom Universitätsklinikum besetzt. Einheitlich wurde der Intensiv-Verlegungs-Notarztwagen (INVER-NAW) zum Intensivtransportwagen (ITW) umbenannt.
1993 wurde der Baby-Notarztwagen an der Bereichsleitungswache 3 bereitgestellt. Mit dem Projekt RTW 2000 wurden die Rettungsfahrzeuge der Feuerwehr und der Hilfsorganisationen vereinheitlicht. Außerdem wurde das Rendezvous-System eingeführt und die Notarztwagen bis auf den Baby-Notarztwagen durch die kleineren Notarzteinsatzfahrzeuge vom Typ Mercedes-Benz Vito ersetzt. Inzwischen werden die einheitlichen RTW 2008 eingesetzt. Die ehemaligen Löschzug-Rettungswagen, die vom Angriffstrupp eines HLF besetzt werden, wurden in Zusatz-Rettungswagen (Z-RTW) umbenannt. Sie kommen zum Einsatz, wenn kein RTW der Regelvorhaltung innerhalb der Hilfsfrist die Einsatzstelle erreichen kann.
Der Rettungsdienst wird wie die Feuerwehr zentral von der Zentralen Leitstelle im BKRZ geleitet und ist stadtweit unter der Notrufnummer 112 verfügbar. Weitere Leistungserbringer im Rettungsdienst sind Arbeiter-Samariter-Bund, Johanniter-Unfall-Hilfe, Malteser Hilfsdienst, Deutsches Rotes Kreuz und dem Eigenbetrieb Rettungsdienst der Fraport AG.
Seit dem Jahr 2010 stellen alle vier Hilfsorganisationen je einen Ergänzungs-Rettungswagen (E-RTW), welcher durch die Zentrale Leitstelle zur Spitzenabdeckung rund um die Uhr alarmiert werden kann. Die Besetzung erfolgt innerhalb von 30 Minuten nach der Alarmierung durch dienstfreies Personal, das mit Funkmeldeempfängern ausgestattet ist. Um die Alarmierung gerecht und etwas planbar verteilen zu können, wurde ein Dienstplan mit wöchentlich wechselnder Priorität zur Alarmierung eingeführt.
Seit Jahresbeginn 2012 ist der qualifizierte Krankentransport, der bis dahin vorwiegend der Privatwirtschaft überlassen worden war, wieder als Aufgabe des Trägers definiert worden und wird geleitet von der Branddirektion. Die Ausschreibung wurde in mehreren Losen durchgeführt, wobei die vier im Frankfurter Rettungsdienst tätigen Hilfsorganisationen jeweils mindestens ein Los erhalten haben. Neben den auf den Feuer- und Rettungswachen durch die Berufsfeuerwehr und die Hilfsorganisationen besetzten RTW, die primär für die Notfallrettung zum Einsatz kommen, gibt es nun außerdem verschiedene, über das gesamte Stadtgebiet verteilte und ausschließlich von den Hilfsorganisationen besetzte Stützpunkte, an denen MZF (fünf Rettungswagen, die primär zum Krankentransport eingesetzt werden, aber auch jederzeit Notfälle übernehmen können) und KTW (insgesamt acht) stationiert sind. Private Unternehmen sind nicht mehr im qualifizierten Krankentransport vertreten, führen aber nach wie vor Krankenfahrten (nicht-qualifizierter Krankentransport) durch.
Der aktuelle Bereichsplan Rettungsdienst Frankfurt am Main kann auf der Website der Feuerwehr Frankfurt heruntergeladen werden.

###### Rettungswachen und Notarztstandorte
Bereichsplan 2018 (Stand 1. Januar 2020)
| Bereich 1 | Bereich 1                                               | Bereich 1                                    | Bereich 1           | Bereich 1                                                                                      | Bereich 1 | Bereich 1                                            |
| --------- | ------------------------------------------------------- | -------------------------------------------- | ------------------- | ---------------------------------------------------------------------------------------------- | --- | ---------------------------------------------------- |
| 1         | Rettungswache 1                                         | Feuerwehrstraße 1 (im BKRZ)                  | Eckenheim           | Berufsfeuerwehr, Arbeiter-Samariter-Bund                                                       | 2 Schicht-RTW, 2 Tagdienst-RTW, 1 Schwerlast-RTW (ASB) und Z-RTW                                                       | 01/83-1, 01/83-2, 01/84-4, 01/84-5, 01/89-6, 01/85-1 |
|           | Rettungswache 1a                                        | Eschersheimer Landstraße 34                  | Westend             | Arbeiter-Samariter-Bund                                                                        | 1 Schicht-RTW | 01/83-3                                              |
| 10        | Rettungswache 10                                        | Deuil-La-Barre-Straße 71                     | Nieder-Eschbach     | Berufsfeuerwehr                                                                                | 1 Schicht-RTW | 10/83-1                                              |
|           | Rettungswache 10a                                       | Berner Straße 103                            | Nieder-Eschbach     | Johanniter-Unfall-Hilfe                                                                        | 1 Schicht-RTW, 3 N-KTW                                                                                                 | 10/83-2, 10/93-1, 10/93-2, 10/93-3                   |
| 11        | Rettungswache 11 (Nachbar-Grundstück der Feuerwache 11) | Florianweg 9                                 | Bergen-Enkheim      | Deutsches Rotes Kreuz (bis 2004: Rettungswache Bergen-Enkheim e. V.)                           | 1 Schicht-RTW und 1 Tagdienst-RTW                                                                                      | 11/83-1, 11/84-3                                     |
|           | Rettungswache 11a                                       | Carl-Benz-Straße 31–33                       | Fechenheim          | Deutsches Rotes Kreuz                                                                          | 1 Schicht-RTW | 11/83-2                                              |
|           | Berufsgenossenschaftliche Unfallklinik                  | Friedberger Landstraße 430                   | Seckbach            | Berufsfeuerwehr, RTH: Bundesamt für Bevölkerungsschutz und Katastrophenhilfe und Bundespolizei | Notarzteinsatzfahrzeug, Rettungshubschrauber Christoph 2                                                               | 01/82-1, Christoph 2                                 |
|           |                                                         |                                              |                     |                                                                                                | |                                                      |
| Bereich 2 |                                                         |                                              |                     |                                                                                                | |                                                      |
| 2         | Rettungswache 2                                         | Heinrichstraße 8                             | Gallus              | Berufsfeuerwehr, Johanniter-Unfall-Hilfe                                                       | 2 Schicht-RTW und 1 Tagdienst-RTW                                                                                      | 02/83-1, 02/83-2, 02/84-5                            |
|           | Rettungswache 2a                                        | Schwälmer Straße 24–26 (im Bürgerhaus)       | Bockenheim          | Johanniter-Unfall-Hilfe                                                                        | 2 Schicht-RTW, 1 Tagdienst-RTW und 1 N-KTW                                                                             | 02/83-3, 02/83-4, 02/84-6, 02/93-3                   |
|           | Rettungswache 2b                                        | Schmidtstraße 12                             | Gallus              | Malteser Hilfsdienst                                                                           | 2 N-KTW, 1 Sonder-N-KTW                                                                                                | 02/93-1, 02/93-2, 02/89-2                            |
| 20        | Rettungswache Fraport AG (im Bereich der Feuerwache 20) | auf dem Flughafen-Vorfeld                    | Frankfurt-Flughafen | Medizinische Dienste der Fraport AG                                                            | 1 Schicht-RTW und 2 Tagdienst-RTW (geteilt mit dem Flughafen Frankfurt am Main), Notarzteinsatzfahrzeug, E-RTW         | 89/83-1, 89/84-2, 89/84-3, 89/82-1, 89/85-1          |
| 21        | Rettungswache 21                                        | Erich-Ollenauer-Ring 2                       | Heddernheim         | Berufsfeuerwehr, Deutsches Rotes Kreuz                                                         | 2 Schicht-RTW, 1 Tagdienst-RTW und Z-RTW                                                                               | 21/83-1, 21/83-2, 21/84-3, 21/85-1                   |
|           | Krankenhaus Nordwest                                    | Steinbacher Hohl 2–26                        | Praunheim           | Berufsfeuerwehr                                                                                | Notarzteinsatzfahrzeug                                                                                                 | 02/82-1                                              |
|           |                                                         |                                              |                     |                                                                                                | |                                                      |
| Bereich 3 |                                                         |                                              |                     |                                                                                                | |                                                      |
| 3         | Rettungswache 3                                         | Nieder Kirchweg 26                           | Nied                | Berufsfeuerwehr, Malteser Hilfsdienst                                                          | 2 Schicht-RTW, 1 Tagdienst-RTW, der Infektions-/und Schwerlast-RTW „Sonderrettungswagen“ (S-RTW)                       | 03/83-1, 03/83-2, 03/84-3, 03/89-1,                  |
| 30        | Rettungswache 30                                        | Westerbachstraße 175                         | Sossenheim          | Berufsfeuerwehr, Deutsches Rotes Kreuz                                                         | 2 Schicht-RTW, Baby-Notarztwagen, Z-RTW                                                                                | 30/83-1, 30/83-2, 30/85-1, 03/86-1                   |
|           | Rettungswache 30a                                       | Rödelheimer Landstraße 95                    | Rödelheim           | Deutsches Rotes Kreuz                                                                          | 2 N-KTW | 30/93-1, 30/93-2                                     |
|           | St. Elisabethen-Krankenhaus                             | Ginnheimer Straße 3                          | Bockenheim          | Berufsfeuerwehr, Deutsches Rotes Kreuz                                                         | Tagdienst-Notarzteinsatzfahrzeug                                                                                       | 30/82-1                                              |
| 31        | Rettungswache 31 (in der Nähe der Feuerwache 31)        | Silostraße 23                                | Unterliederbach     | Arbeiter-Samariter-Bund                                                                        | 1 Schicht-RTW und 1 Tagdienst-RTW                                                                                      | 31/83-1, 31/84-2                                     |
|           | Klinikum Frankfurt Höchst                               | Gotenstraße 6–8                              | Höchst              | Berufsfeuerwehr, Johanniter-Unfall-Hilfe                                                       | Notarzteinsatzfahrzeug, Intensivtransportwagen (Intensiv-Verlegungs-Notarztwagen) der JUH, Baby-Notarzteinsatzfahrzeug | 03/82-1, 03/87-1, 03/80-1                            |
|           |                                                         |                                              |                     |                                                                                                | |                                                      |
| Bereich 4 |                                                         |                                              |                     |                                                                                                | |                                                      |
| 4         | Rettungswache 4                                         | Mörfelder Landstraße 126                     | Sachsenhausen-Nord  | Berufsfeuerwehr, Malteser Hilfsdienst                                                          | 2 Schicht-RTW, 1 Tagdienst-RTW, Z-RTW, GRTW und SEG-Rettungsdienst                                                     | 04/83-1, 04/83-2, 04/84-3, 04/85-1, 04/98-1          |
| 40        | Rettungswache 40                                        | Franziusstraße 20                            | Ostend              | Berufsfeuerwehr, Deutsches Rotes Kreuz                                                         | 1 Schicht-RTW und 1 Tagdienst-RTW                                                                                      | 40/83-1, 40/84-3                                     |
|           | Rettungswache 40a                                       | Sonnemannstraße 9–11 (Interim-Rettungswache) | Ostend              | Arbeiter-Samariter-Bund                                                                        | 1 Schicht-RTW, 1 Tagdienst-RTW und 3 N-KTW                                                                             | 40/83-2, 40/84-4, 40/93-1, 40/93-2, 40/93-3          |
| 41        | Rettungswache 41                                        | Schwanheimer Straße 140                      | Niederrad           | Berufsfeuerwehr, Malteser Hilfsdienst                                                          | 1 Schicht-RTW und 1 Tagdienst-RTW                                                                                      | 41/83-1, 41/84-2                                     |
|           | Universitätsklinikum                                    | Theodor-Stern-Kai 7                          | Sachsenhausen-Nord  | Berufsfeuerwehr                                                                                | Notarzteinsatzfahrzeug, Baby-Notarzteinsatzfahrzeug                                                                    | 04/82-1, 04/80-1                                     |
|           | Hospital zum heiligen Geist                             | Lange Straße 4–6                             | Innenstadt          | Berufsfeuerwehr, Arbeiter-Samariter-Bund                                                       | Tagdienst-Notarzteinsatzfahrzeug                                                                                       | 40/82-1                                              |

###### Dienstrhythmus
Seit dem 1. Januar 2017 um 7:00 Uhr wird das „Bremer-Modell“ als Probedienstplan angewandt. Dabei werden 24-Stunden-Dienste verrichtet. Die Freizeitphase beträgt zwischen 24, 48 oder 72 Stunden.
Der Einsatzdienst wird von drei Wachabteilungen in 24-Stunden-Schichten gemäß folgendem Grundraster in einer dreiwöchigen Periode geleistet:
Erste Woche:
Montag, Freitag, Sonntag
Zweite Woche:
Mittwoch und Samstag
Dritte Woche:
Dienstag und Donnerstag
Etwa jede siebte Schicht ist überstundenfrei (Ausgleich).

#### Freiwillige Feuerwehr

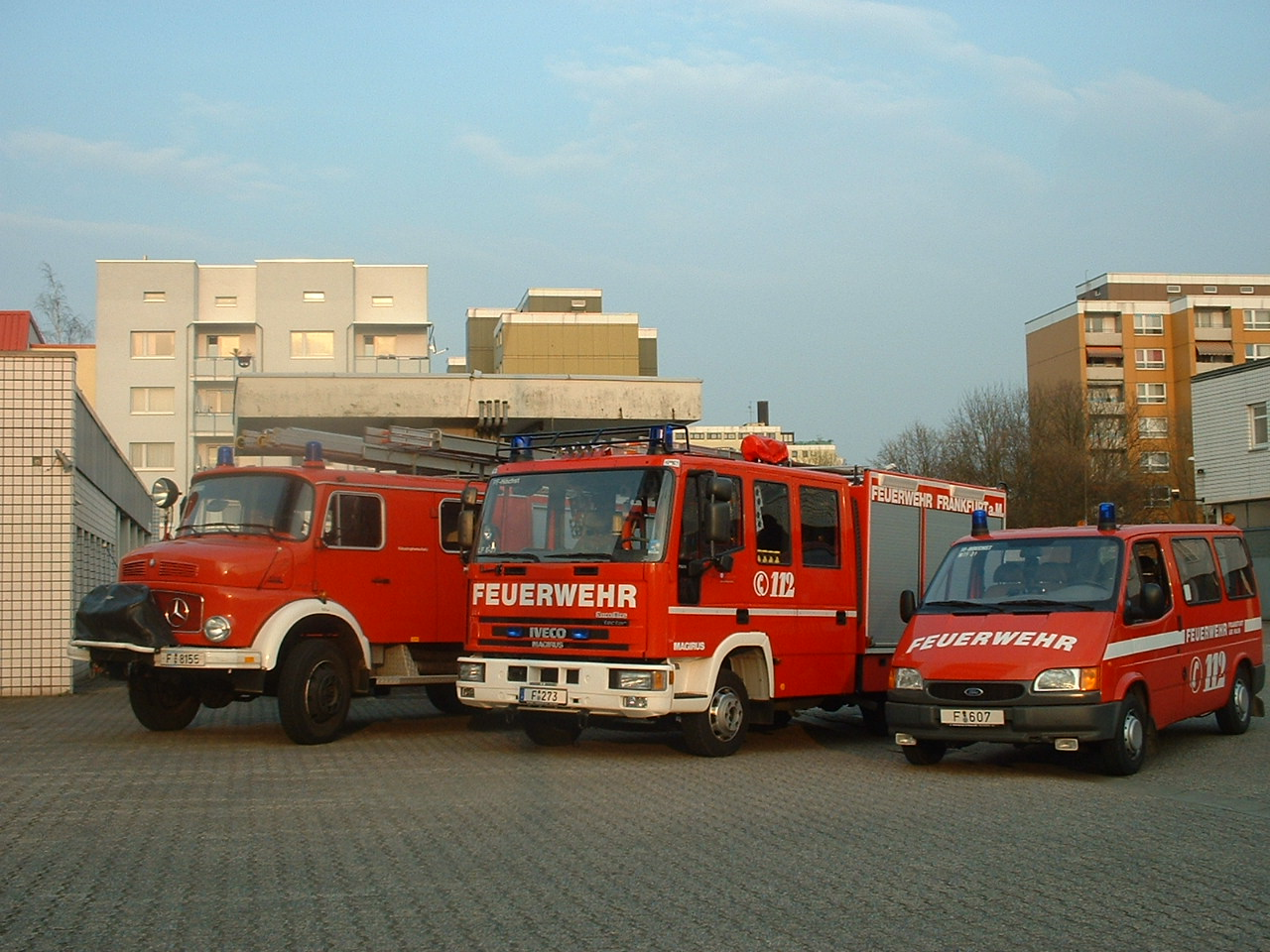
Fahrzeuge der Freiwilligen Feuerwehr Höchst

Es gibt satzungsgemäß 29 Freiwillige Feuerwehren in Frankfurt (§ 2 der Satzung für die Freiwilligen Feuerwehren der Stadt Frankfurt am Main). Alle Freiwilligen Feuerwehren außer die „Freiwillige Feuerwehr Frankfurt am Main – Fachgruppe Rettungshundestaffel“ haben eine Jugendfeuerwehr und 18 Freiwillige Feuerwehren haben eine Kinderfeuerwehr (hier Minifeuerwehr bezeichnet). Der Zeitraum, in dem die Freiwillige Feuerwehr alarmiert wird, ist im Regelfall von Montag bis Freitag von 18 Uhr bis 6 Uhr. Am Wochenende und an Feiertagen finden Alarmierungen rund um die Uhr statt. Seit dem Jahr 2012 werden die Freiwilligen Feuerwehren durch das neue Konzept auch tagsüber ab bestimmten Einsatzstichwörtern mitalarmiert. Hiermit ist nun auch der Innenstadtbereich auf die Freiwilligen Feuerwehren „aufgeteilt“ worden.
Die Freiwilligen Feuerwehren werden gleichzeitig mit der Berufsfeuerwehr alarmiert, rücken mit mindestens einer qualifizierten Staffel aus und arbeiten gemeinsam die jeweiligen Einsatzstellen ab.
Ausnahmen hiervon gibt es unter anderem bei Hochwasser oder Sturmschäden größeren Ausmaßes, wobei die Freiwilligen Feuerwehren auch alleine tätig werden – unter Umständen auch außerhalb der genannten Zeiten.
Zu Einsätzen kleineren Umfangs sowie bei Auslösungen von automatischen Brandmeldeanlagen wird die Freiwillige Feuerwehr in der Regel nicht eingesetzt.
Außerdem haben einige Freiwillige Feuerwehren eine Sonderaufgabe zu bewältigen. Die Sonderaufgaben können Ausleuchten von Einsatzstellen, Dekon, Seelsorgerfahrdienst, Wasserförderung auf langem Wege per Hytrans Fire System (kurz: HFS), die biologische und technische Ortung, oder Küche / Verpflegungszug sein.
| Wache                   | Standortkennzahl (SKZ) / Betreuungswache (BLW / BW) | Adresse                                         | Fahrzeuge |
| ----------------------- | --------------------------------------------------- | ----------------------------------------------- | --- |
| FF Bergen               | 12 / 11                                             | Nordring 80 60388 Frankfurt a.M.                | LF 10/6, LF 16 TS, MTF |
| FF Berkersheim          | 14 / 1                                              | An der Roseneller 7 60435 Frankfurt a.M.        | LF 20 KatS, LF 20, MTF |
| FF Bonames              | 15 / 1                                              | Brandhöfchen 8 60437 Frankfurt a.M.             | LF 20, LF 8, MTF |
| FF Enkheim              | 13 / 11                                             | Florianweg 11 60388 Frankfurt a.M.              | LF 20, LF, 10/6, GW-N, MTF |
| FF Eschersheim          | 23 / 21                                             | Enge Gasse 1 60433 Frankfurt a.M.               | LF 20, LF 10 Kats, SW 2000, MTF |
| FF Fechenheim           | 45 / 40                                             | Gründenseestraße 37 60386 Frankfurt a.M.        | LF 20, LF 10 KatS, LF 8 H Reserve, MTF                                                                                               |
| FF Ginnheim             | 27 / 2                                              | Ginnheimer Stadtweg 116 60431 Frankfurt a.M.    | LF 20, LF 10, MTF |
| FF Griesheim            | 33 / 3                                              | Jungmannstraße 6 65933 Frankfurt a.M.           | LF 20, LF 10/6, MTF |
| FF Harheim              | 19 / 10                                             | Korffstraße 31c 60437 Frankfurt a.M.            | LF 10/6, KLF, MTF |
| FF Hausen               | 26 / 2                                              | Am Ellerfeld 18 60488 Frankfurt a.M.            | LF 20, LF 10, MTF |
| FF Heddernheim          | 22 / 21                                             | Hessestraße 40 60439 Frankfurt a.M.             | LF 10, LF 8H, MTF |
| FF Höchst               | 35 / 3                                              | Palleskestraße 36 65929 Frankfurt a.M.          | LF 20, LF 8/6, MTF, WLF mit AB Hygiene und AB Aufenthalt                                                                             |
| FF Kalbach              | 16 / 1                                              | Kalbacher Hauptstraße 36a 60437 Frankfurt a.M.  | LF 20/16, LF 10/6, MTF, Mehrzweckanhänger                                                                                            |
| FF Nied                 | 34 / 3                                              | Dürkheimer Straße 1 65934 Frankfurt a.M.        | LF 16-TS, LF 8/6, MTF |
| FF Nieder-Erlenbach     | 18 / 10                                             | Kurmarkstraße 9 60437 Frankfurt a.M.            | LF 8, Geräteanhänger Licht, LF 10/6, MTF                                                                                             |
| FF Nieder-Eschbach      | 17 / 10                                             | Leo-Tolstoj-Straße 17m 60437 Frankfurt a.M.     | LF 10/6, LF 8-H, MTF |
| FF Niederrad            | 42 / 41                                             | Schwanheimer Straße 24 60528 Frankfurt a.M.     | LF 20, LF 10/6, MTF, Anhänger |
| FF Niederursel          | 24 / 21                                             | Weißkirchener Weg 69 60439 Frankfurt            | LF 10, LF 10/6, MTF, Anhänger |
| FF Oberrad              | 44 / 4                                              | Offenbacher Landstraße 219 60599 Frankfurt a.M. | LF 20, LF 10/6, MTF |
| FF Praunheim            | 25 / 2                                              | An der Bitz 20 60488 Frankfurt a.M.             | LF 20 KatS, LF 20, MTF, GW-Dekon-P                                                                                                   |
| FF Rödelheim            | 32 / 30                                             | Assenheimer Str. 24 60489 Frankfurt a.M.        | LF 10/6, LF 20/16, MTF, WLF |
| FF Sachsenhausen        | 43 / 4                                              | Oppenheimer Landstraße 88 60596 Frankfurt a.M.  | LF 20/16, LF 10/6, MTF |
| FF Schwanheim           | 28 / 20                                             | Zur Frankenfurt 200 60529 Frankfurt a.M.        | LF 10 KatS, LF 20/16, MTF, Anhänger-Lichtmast                                                                                        |
| FF Seckbach             | 46 / 40                                             | Zeuläckerstraße 17a 60389 Frankfurt a.M.        | LF 8/12, LF 10 Logistik, MTF, Anhänger-Versorgung                                                                                    |
| FF Sindlingen           | 38 / 31                                             | Hoechster-Farben-Straße 4 65931 Frankfurt a.M.  | LF 10/6, LF 20, MTF |
| FF Sossenheim           | 39 / 30                                             | Sossenheimer Riedstraße 2a 65936 Frankfurt a.M. | LF 20, LF 10, MTF, GW-L1-Hw (Wird mit der FF Unterliederbach betreut und steht auf der BW 30)                                        |
| FF Unterliederbach      | 36 / 31                                             | Johannesallee 10 65929 Frankfurt a.M.           | LF 10/6, LF 20/16, MTF, GW-L1-Hw (Wird mit der FF Sossenheim betreut)                                                                |
| FF Zeilsheim            | 37 / 31                                             | Klosterhofstraße 38 65931 Frankfurt a.M.        | LF 10/6, LF 8/6, MTF |
| FF Rettungshundestaffel | 47 / 1                                              | Feuerwehrstraße 9 60435 Frankfurt a.M.          | GW-Hund, 2× MTF-RHS, UAS mit Wärmebildtechnik (DJI Matrice M210), UAS für Pilotenausbildung (DJI Mavic pro), Anhänger (Förderverein) |

### Personalvertretung und Gleichstellungsbeauftragte
Der Personalrat der Branddirektion Frankfurt am Main, als gewählter Interessenvertretung der hauptamtlich Beschäftigten, besteht aus einem zwölfköpfigen Gremium. Aktuell sind drei Mitarbeiter für die Personalratsarbeit freizustellen. Zurzeit verfügt die Vereinte Dienstleistungsgewerkschaft Verdi über die Mehrheit der Abgeordneten im Personalratsgremium.

## Brandschutz-, Katastrophenschutz- und Rettungsdienstzentrum
Im Jahr 2003 wurde das Zentrum für Brandschutz, Katastrophenschutz und Rettungsdienst (kurz: BKRZ) im Stadtteil Eckenheim in Betrieb genommen. Im BKRZ sind neben der Bereichsleitungswache 1 noch die Verwaltung der Branddirektion, Werkstätten, Unterrichtsräume sowie ein Sport- und Übungsgelände untergebracht. Außerdem befindet sich seit 2005 die Zentrale Leitstelle im BKRZ.
Zum Bau und Betrieb der in der jüngeren Vergangenheit zahlreich erstellten Neubauten wurde eigens eine privatrechtlich organisierte Betriebs- und Grundstücksgesellschaft gegründet. Die BKRZ Brandschutz-, Katastrophenschutz- und Rettungsdienstzentrum – Grundstücksgesellschaft mbH befindet sich im Besitz der Stadt Frankfurt am Main.

## Historische Bauwerke

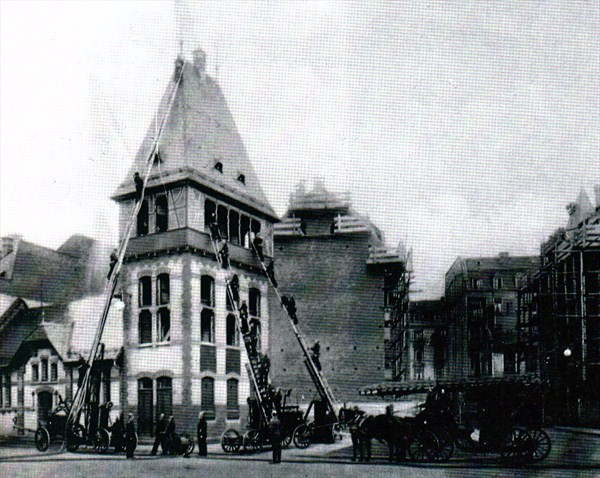
Feuerwache Burgstraße

### Feuerwache Burgstraße
2003 wurde der Standort Burgstraße aufgegeben. Zur Refinanzierung des Brandschutzzentrums wurde die Feuerwache zusammen mit drei ebenfalls zur Liegenschaft gehörigen betriebseigenen Mehrfamilienhäusern veräußert.
Die historische Branddirektorenvilla wurde zu einem Kindergarten umgenutzt und ist in weiten Teilen im Urzustand erhalten geblieben. Der historische Schlauchturm der Feuerwache und das Denkmal für die in den Weltkriegen gefallenen Mitarbeiter der Frankfurter Feuerwehr wurden abgebrochen. Das eigentliche historische Wachgebäude wurde bereits in den 1980er-Jahren abgerissen. Mit dem so genannten „Burghof“ entstand eine hochverdichtete Eigentumswohnanlage.

### Feuerwache Gallus

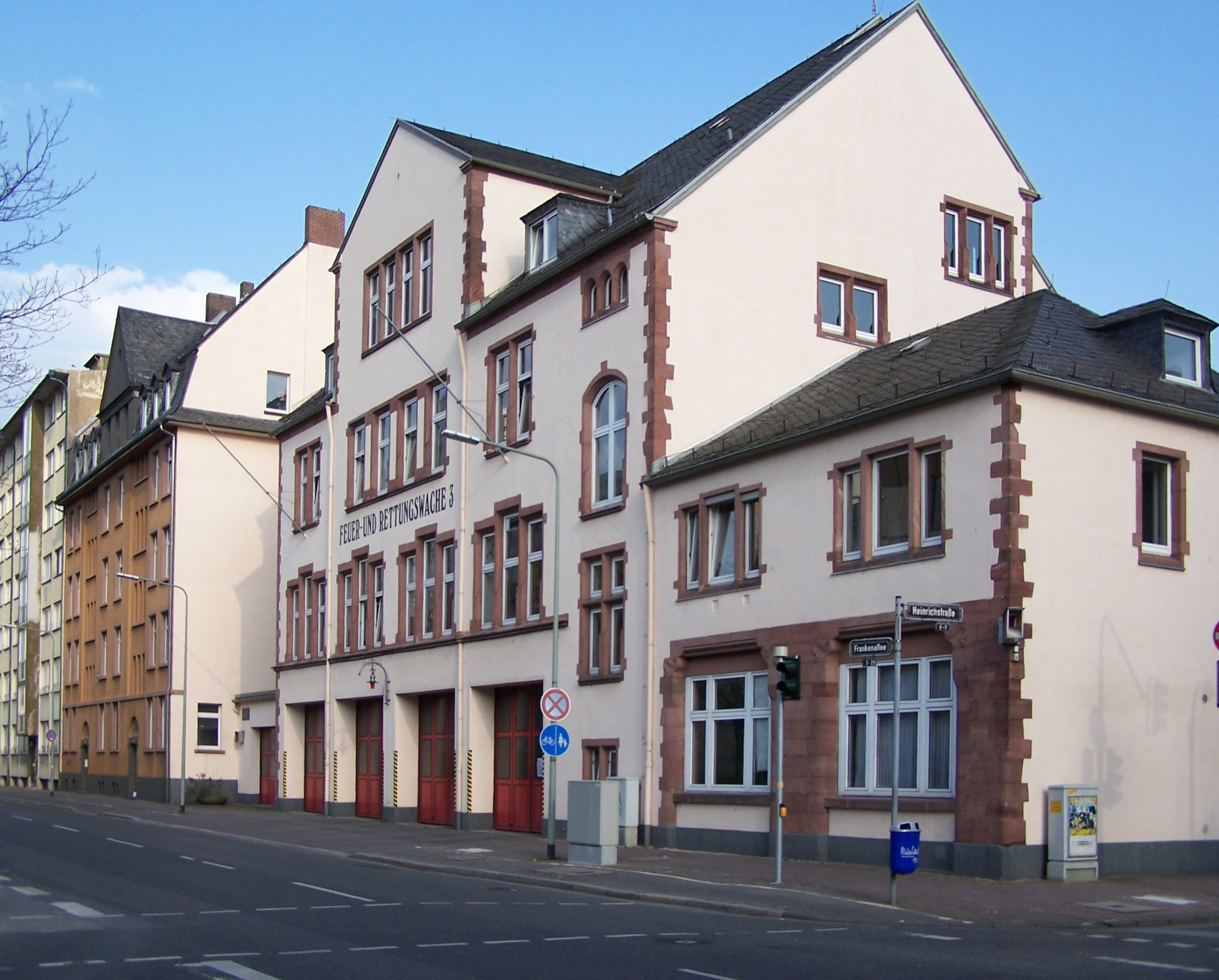
Feuerwache im Gallus

Die Bereichsleitungswache 2 in der Heinrichstraße (⊙) im Stadtteil Gallus ist die älteste noch genutzte Feuerwache in Frankfurt. Der Bau erfolgte in den Jahren 1900 bis 1902. 2017 wurde der Gründerzeitbau auf Initiative der Frankfurter SPD unter Denkmalschutz gestellt und der bis dahin von der Amtsleitung propagierte Abriss des historischen Gebäudes verhindert.

## Feuerwehrnahe Vereine

### Kreisfeuerwehrverband Frankfurt am Main e.V.
Im Kreisfeuerwehrverband Frankfurt am Main sind die 29 Freiwilligen Feuerwehren inkl. Rettungshundestaffel, eine Betriebsfeuerwehr, und die Berufsfeuerwehr privatrechtlich organisiert. Ziel des Interessenverbandes ist die Repräsentation der Mitglieder in Politik und Öffentlichkeit.

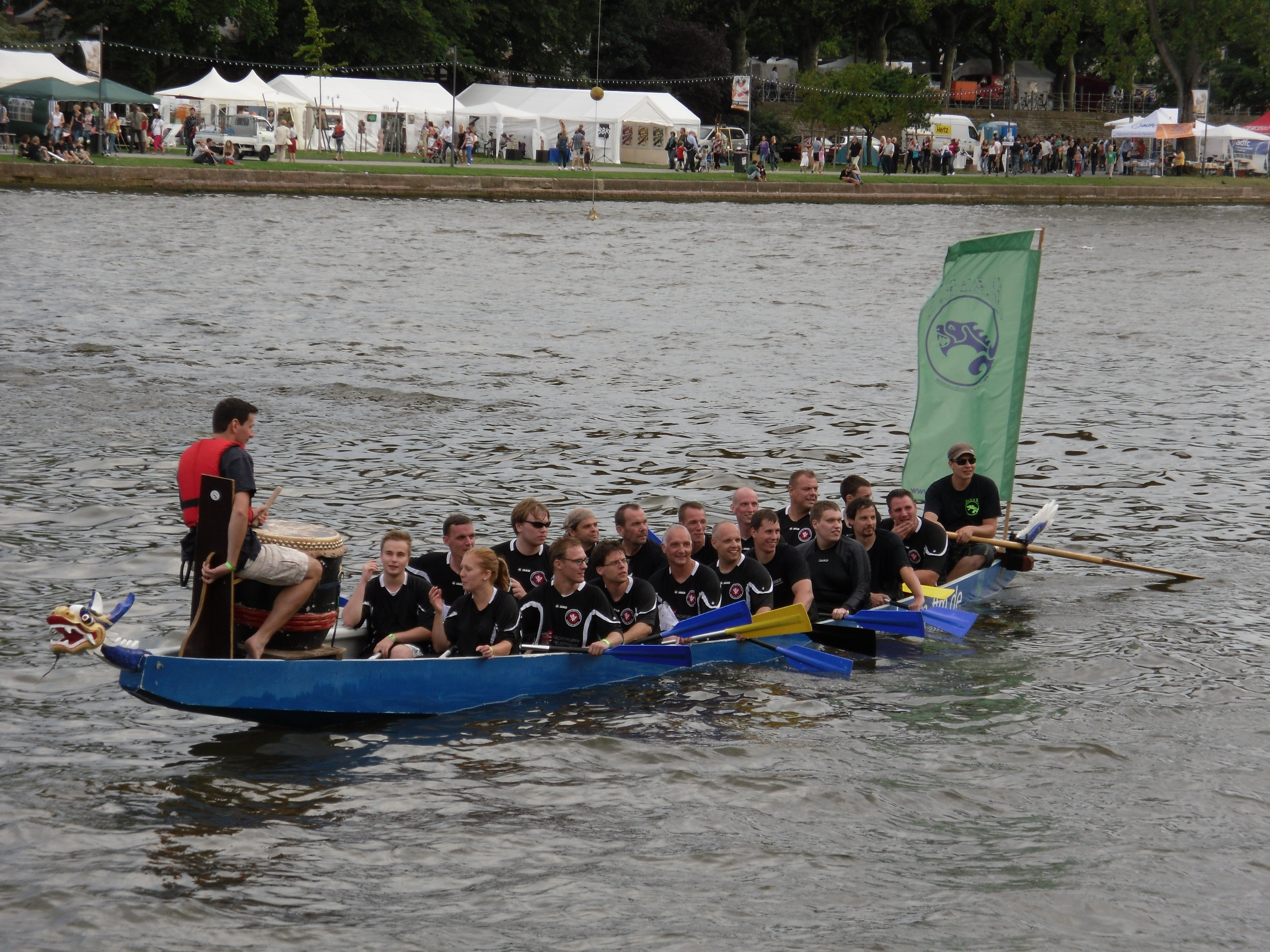
Team des Feuerwehrsportvereins beim Museumsuferfest 2012

### Polizei- und Feuerwehrsportverein Frankfurt am Main e.V.
Im Jahr 2010 wurde im Rahmen der Umsetzung eines umfassenden betrieblichen Sport- und Gesundheitskonzeptes ein Feuerwehrsportverein gegründet. Ziel des Vereins ist durch das Angebot von regelmäßigen Sportangeboten und der Ausrichtung von speziellen Feuerwehrsportveranstaltungen positiv auf den Fitness- und Gesundheitszustand der Mitarbeiterinnen und Mitarbeiter der Frankfurter Feuerwehr einzuwirken.
Der Mehrspartenverein kooperiert mit der Branddirektion Frankfurt am Main und hat rund dreihundert Mitglieder in den Sparten Fußball, Volleyball, Leichtathletik, Karate, Kickboxen, Kinderturnen, Feuerwehrsport und Rettungsschwimmen. Erfolgreichste Sparte war die seit 2014 bestehende und im CCVD organisierte Cheerleadingformation, die 2016 die Regional- und Hessenmeisterschaften für sich entscheiden konnte.
Neben den regulären Sportbetrieb bot der Verein in Kooperation mit dem Sportzentrum der Feuerwehr Frankfurt ein regelmäßiges, kostenloses Einsatz-Basis-Training für die Einsatzkräfte der Frankfurter Feuerwehren an. Dieses setzte sich aus einem Zirkeltraining, einem Lauftreff und regelmäßigen Rettungsschwimmkursen zusammen. Ziel war die Entwicklung aller für den Feuerwehrdienst notwendigen konditionellen Grundeigenschaften.
Der Verein richtete das jährliche Sport- und Familienfest der Feuerwehr Frankfurt und das Nikolaus-Fußballturnier als Benefiz-Behördenturnier der Frankfurter Ämter und Behörden aus.
Im Zuge der Maßnahmen zur Eindämmung der Covid-Pandemie wurde die Sporthalle der Branddirektion Frankfurt im Mai 2021 von der Stadt Frankfurt am Main in einen Seminarraum umgewandelt und im Anschluss für den Vereinssport gesperrt. Da das örtliche Sportamt keine geeigneten, alternativen Sportstätten in Frankfurt am Main zur Verfügung stellen konnte, sah sich der Vereinsvorstand gezwungen, die Jugendgruppen, inklusive Sportequipment, an einen Verein mit geeigneten Sportanlagen im Wetteraukreis abzugeben. Das Einsatzbasistraining musste eingestellt werden.

### Feuerwehrmuseumsvereine
Frankfurt hat zwei Feuerwehrmuseen: In einem eigenen Feuerwehrmuseum auf dem alten Flugplatz Bonames werden die Geschichte der Feuerwehr in Deutschland dokumentiert und historische Fahrzeuge sowie Ausrüstungsgegenstände ausgestellt. Das Museum der Feuerwehr Frankfurt widmet sich ausschließlich der Geschichte der Frankfurter Feuerwehren. Es wurde Ende August 2024 geschlossen. Einige Jahre hatte der Feuerwehrgeschichts- und Museumsverein Frankfurt am Main e. V. (FGMV) um den Erhalt gekämpft – zunächst gab es Hoffnung: Denn im Jahr 2023 hatte die BEOS AG, Eigentümerin der gemieteten Räume, ein neues Gebäudes in Aussicht gestellt. Dieses hätte die Geschichte der Feuerwehr sowie des Standorts gleichermaßen zeigen und beherbergen sollen.

### Minifeuerwehren
Im Jahr 1992 wurde im Stadtteil Praunheim, von dem damaligen Wehrführer Wolfgang Mehmel, die erste Minifeuerwehr als Bestandteil der dortigen Freiwilligen Feuerwehr (⊙) gegründet. Dort wird Kindern ab vier Jahre neben Spiel und Spaß das richtige Verhalten in Gefahrensituationen vermittelt. Dieses Konzept haben mittlerweile zahlreiche weitere Feuerwehren in Deutschland übernommen.

### Fördervereine
Fast jede Frankfurter Feuerwehr verfügt neben der kommunalen Einsatzabteilung über einen zugehörigen Feuerwehrverein zur Förderung des örtlichen Brandschutzes. Die Mitgliedschaft im Feuerwehrverein ist in Hessen unabhängig vom Mitwirken in der jeweiligen Feuerwehr. In der Regel sind jedoch beim Bestehen eines Feuerwehrvereins die Einsatzkräfte eines Ortes gleichzeitig Mitglieder beider Organisationen.
Rund um die Feuerwehr Frankfurt existieren darüber hinaus noch eine Reihe weiterer betriebsnaher Vereine. Etwa ein Feuerwehr-Bowlingclub, der Förderverein „Christoph2“ und der ver.di-nahe Feuerwehrhilfsfonds.

## Trivia

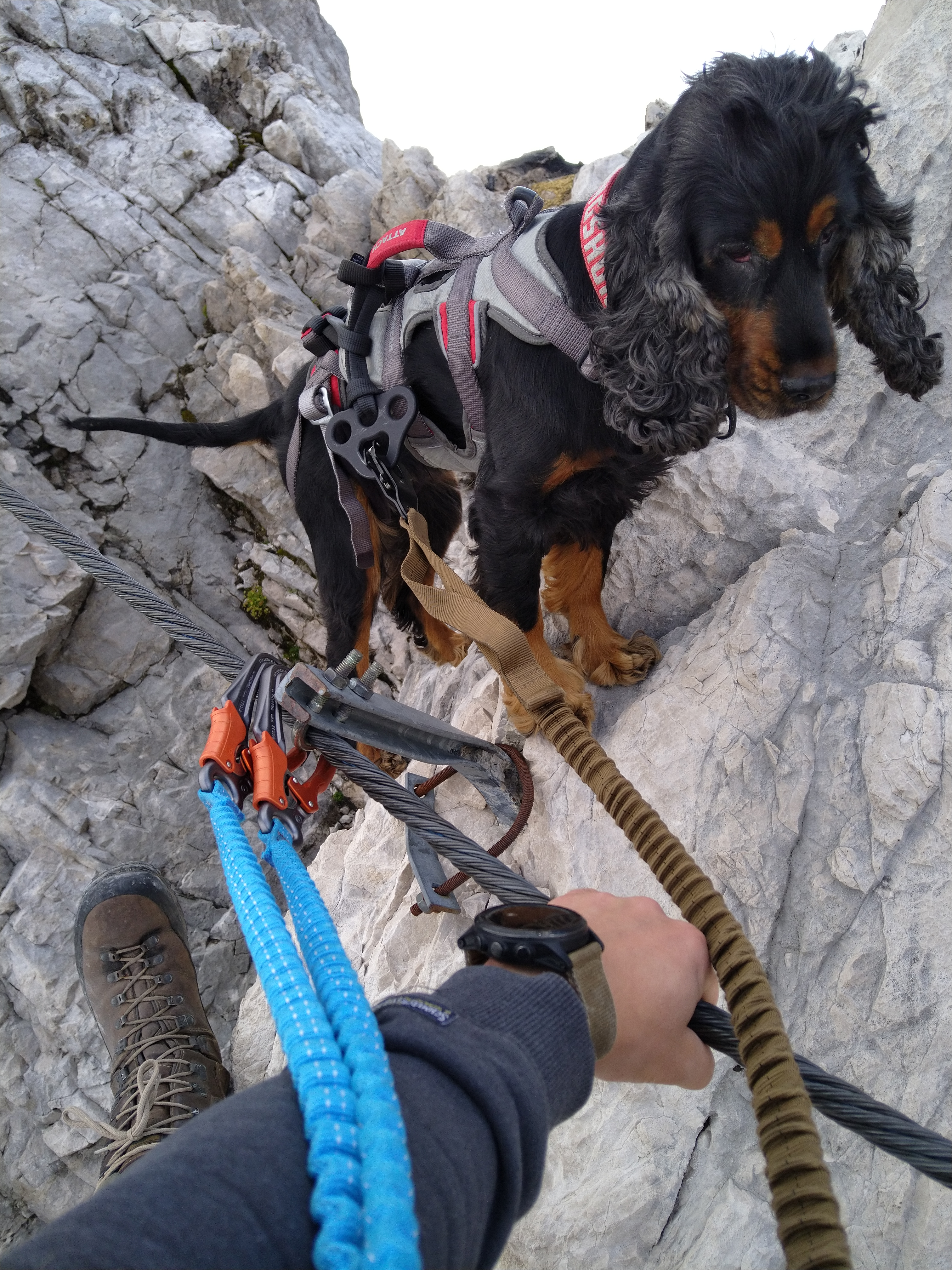
Diensthündin „Olive“ zwischen Schneefernerkopf und Schneefernerscharte auf ca. 2700 m ü. NHN.

Die Freiwilligen Feuerwehren der Stadtteile Oberrad und Sachsenhausen teilten sich viele Jahre ein gemeinsames Feuerwehrhaus. Dieser Umstand ist durch einen Neubau in Sachsenhausen neben der Feuer- und Rettungswache 4 beendet worden.
Im Stadtteil Bergen-Enkheim gibt es zwei Freiwillige Feuerwehren. Das Feuerwehrhaus in Enkheim sollte ursprünglich als Zentrale Feuerwache der ehemals eigenständigen Stadt Bergen-Enkheim dienen und ist demnach sehr großzügig mit einer eigenen Leitstelle, zwei großen Fahrzeughallen mit einer Wasch- und Wartungshalle sowie zwei Wohnungen ausgestattet. Zum Jahr 1977 – drei Monate nach der Fertigstellung der Feuerwache – wurde die aus den Ortsteilen Bergen und Enkheim bestehende Gemeinde als ein Stadtteil nach Frankfurt eingemeindet und somit gingen beide Ortsteilwehren in die Feuerwehr Frankfurt über. Die Feuerwache Enkheim ist inzwischen auch Standort einer weiteren Bereichswache der Berufsfeuerwehr.
Die schwindelfreie und trittsichere Diensthündin „Olive“ der Fachgruppe Rettungshunde Ortungstechnik Feuerwehr Frankfurt am Main begleitete im September 2021 ein Team auf dem hochalpinen Klettersteig zwischen Schneefernerkopf und Schneefernerscharte im Wettersteingebirge und bestieg ebenfalls den Zugspitzgipfel.
Seit Ende August 2024 wird, in zwei Fahrzeugen der Feuerwache 1, ein so genanntes Blaulicht-Navi im Probebetrieb eingesetzt.
Bei Erfolg des Versuchs ist geplant, alle 80 Rettungswagen bis Ende 2024 und danach 2025 alle 60 Fahrzeuge der Feuerwehr damit auszustatten. Das System kann unmittelbar mit aktuellen Verkehrs- und Baustellendaten eingepflegt werden.